# Jeux olympiques d'hiver de 2006
Vous lisez un « bon article » labellisé en 2016.
Les Jeux olympiques d'hiver de 2006, officiellement connus comme les XXes Jeux olympiques d'hiver, ont lieu à Turin en Italie du 10 au 26 février 2006. Turin obtient les Jeux lors de sa première candidature en s'imposant face à la ville de Sion en Suisse. C'est la troisième fois qu'une ville italienne organise les Jeux après Cortina d'Ampezzo en hiver 1956 et Rome en été 1960. Le Comité d'organisation des Jeux olympiques d'hiver de 2006 à Turin (TOROC) est chargé de l'organisation des Jeux. Tous les sites de compétition se situent dans la province de Turin, principalement à Turin et Sestrières.
Les Jeux rassemblent 2 508 athlètes de 80 pays, ce qui constitue un record à l'époque pour les Jeux d'hiver. Ils se mesurent dans quinze disciplines qui regroupent un total de 84 épreuves officielles, soit six de plus qu'en 2002. Le snowboardcross, le départ en ligne, dit aussi mass-start, en biathlon ainsi que deux épreuves par équipes en patinage de vitesse et en ski de fond font leurs entrées au programme olympique, tandis que trois pays envoient pour la première fois une délégation aux Jeux d'hiver : l'Albanie, l'Éthiopie et Madagascar.
La patineuse de vitesse canadienne Cindy Klassen est l'athlète la plus médaillée des Jeux, avec cinq médailles dont une en or. Au classement des nations, l'Allemagne domine avec 29 médailles dont onze titres olympiques. Les Jeux sont notamment marqués par le scandale de dopage qui touche les biathlètes et fondeurs autrichiens, au cours duquel la police italienne découvre du matériel destiné à la pratique des transfusions sanguines dans le chalet qui les hébergeait. La biathlète russe Olga Pyleva est également exclue pour dopage.

## Sélection de la ville hôte
L'élection de la ville hôte des Jeux d'hiver de 2006 est la première élection depuis la révélation du scandale de l'attribution des Jeux à la ville de Salt Lake City pour 2002. Une nouvelle procédure d'élection est mise en place lors de la 108e session du CIO qui se déroule à Lausanne les 17 et 18 mars 1999. Une commission d'évaluation composée de 14 membres présidée par l'ancien skieur alpin japonais Chiharu Igaya est chargée de sélectionner les deux villes finalistes qui sont soumises au vote des membres du CIO. Six villes sont candidates pour accueillir les Jeux : Helsinki en Finlande, Klagenfurt en Autriche, Poprad-Tatry en Slovaquie, Sion en Suisse, Turin en Italie et Zakopane en Pologne. Sion et Turin sont sélectionnées comme finalistes et alors que la cité valaisanne fait figure de favorite, c'est finalement Turin qui est choisie lors de la 109e session du CIO le 19 juin 1999 à Séoul en Corée du Sud. La victoire turinoise est une surprise : seule une chaîne de télévision privée retransmet en direct le résultat du vote, tandis que la mairie de la ville, convaincue de l'échec, n'a prévu aucune festivité. Plus encore, la population turinoise semble indifférente à l'annonce de l'accueil des Jeux d'hiver, d'une part car les sports d'hiver et l'olympisme passionnent peu les habitants de la ville malgré la proximité des stations alpines, d'autre part car en 1999, alors que Turin se trouve en situation de déclin industriel, sa population n'a ni un fort sentiment d'appartenance, ni de grandes espérances pour la ville. En revanche, 67 % de la population du Valais avait accepté une garantie de déficit lors d'une votation et Sion proposait des Jeux compacts dont elle avait déjà assuré le financement,.
Turin devient ainsi la deuxième ville italienne à organiser les Jeux d'hiver après Cortina d'Ampezzo en 1956. Avec une population de plus de 900 000 habitants, elle est l'une des plus grandes choisies pour accueillir les Jeux d'hiver.

## Organisation

### Comité d'organisation
Le « Torino Organising Committee » (TOROC) est créé le 27 décembre 1999 à la suite du comité de candidature de Turin, six mois après l'élection de la ville. Le TOROC est présidé par Valentino Castellani, maire de Turin, et son adjointe Evelina Christillin, qui officiait jusqu'alors en tant que présidente du comité de candidature. Le nouveau comité d'organisation fonctionne conjointement avec l'Agence Turin 2006, responsable de la construction des infrastructures olympiques,. Dès sa création, le TOROC a pour objectif d'organiser au mieux les Jeux, d'attirer l'attention du monde entier sur Turin et ses montagnes et de valoriser l'Italie et unir les cultures. Le gouvernement italien apporte son soutien au comité d'organisation par le biais de la création de l'Agenza Torino 2006, une structure gouvernementale chargée de la réalisation des infrastructures planifiées par le TOROC pour le déroulement des Jeux à partir des financements assurés par l'État.

### Aspects économiques
Le coût total des Jeux de Turin est estimé à trois milliards d'euros. Alors qu'il avait évalué son budget initial à 1,2 milliard d'euros, le comité d'organisation est contraint de solliciter une aide du gouvernement italien, en réévaluant ce budget à 1,7 milliard d'euros. La piste de bobsleigh de Cesana Pariol symbolise à elle seule le dérapage budgétaire : sa construction revient à près de 90 millions d'euros, alors que le comité d'organisation reconnaît lui-même que cette piste ne sera plus utilisée après les Jeux.
La couverture médiatique des Jeux de Turin bat des records : les épreuves sont diffusées dans près de 200 pays et sont suivis pour la première fois en haute définition ou sur téléphone mobile. Les droits de retransmission s'élèvent à 831 millions de dollars, ce qui représente 690 millions d'euros. La chaîne NBC, diffuseur exclusif aux États-Unis, verse à elle seule 613 millions de dollars. La vente des billets rapporte quant à elle 89 millions de dollars, soit 74 millions d'euros.

### Marketing
| - Logo officiel. - La Mole Antonelliana, symbole de la ville. |

Le logo des Jeux de Turin, adopté à la fin de l'année 2001, est présenté officiellement lors de la cérémonie de clôture des Jeux de Salt Lake City en 2002. Sa silhouette évoque à la fois une montagne et la Mole Antonelliana, le monument le plus célèbre de la ville, haut de plus de 167 mètres. Par cette double référence, le logo symbolise le lien de la ville de Turin avec les montagnes qui l'environnent.
Par la simplicité de ses formes, le logo des Jeux offrent plusieurs niveaux de lecture. La toile qui se dessine en bleu symbolise la porte d'ouverture sur le monde que les Jeux représentent pour Turin, la rencontre entre les peuples, ainsi que le réseau Internet, marque de l'innovation et de la technologie dans la ville. Le graphisme innovant du logo rappelle quant à lui l'importance du design dans l'histoire de la ville avec des personnages tels que Giorgetto Giugiaro et Sergio Pininfarina. La dénomination « Torino 2006 », le nom italien de la ville, renforce l'identité locale de Turin en marquant son caractère de ville italienne.
Le comité d'organisation adopte la devise « Passion lives here », que l'on peut traduire par « La passion vit ici », pour démontrer le caractère dynamique de la ville.

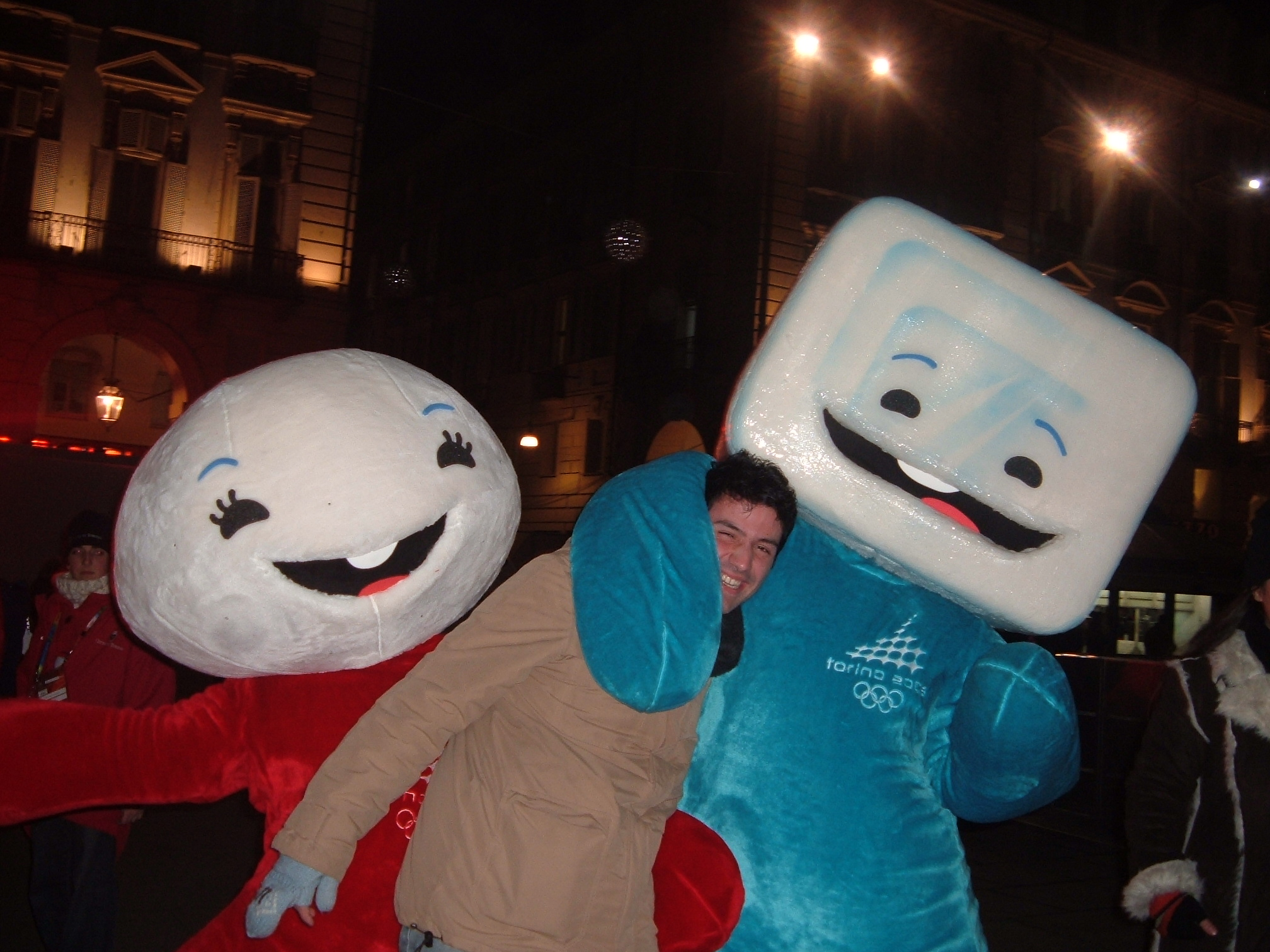
Neve et Gliz, les mascottes officielles des Jeux de Turin.

Les mascottes officielles utilisées par le comité d'organisation, Neve et Gliz, sont l'œuvre de Pedro Albuquerque. Boule de neige vêtue de rouge, Neve, dont le nom signifie « neige » en italien, symbolise l'harmonie et l'élégance des mouvements. Gliz, dont le nom rappelle le mot ghiaccio, « glace » en italien, est un cube de glace bleu dont les formes angulaires rappellent la puissance et la force des athlètes. La création des mascottes a fait l'objet d'un concours international, lancé trois ans avant le début des Jeux et qui a recueilli 237 propositions. Un dessin animé, mettant en scène les deux mascottes des Jeux, est diffusé en 52 épisodes d'une minute entre octobre 2005 et février 2006 sur les chaînes de télévision publiques italiennes Rai 2 et Rai 3. Le but de cette opération est de promouvoir les Jeux auprès de la population en traitant chaque jour d'un sujet lié à l'olympisme.
Enfin, tout le système d'identité visuelle des Jeux de Turin repose sur le concept de la « Place », en tant que lieu de rencontre et d'échange, ce qui symbolise l'idéal fédérateur du mouvement olympique. Le choix de la place fait également référence à l'architecture typique des places italiennes. Le visuel choisi pour représenter la place se démarque par le contraste entre les couleurs chaudes et les couleurs froides, de même que l'usage de la perspective.
En plus des partenaires internationaux directement associés au Comité international olympique, le TOROC assure le financement de l'organisation en s'associant à d'autres partenaires, principalement des institutions publiques ou des entreprises italiennes, en lien avec la tradition économique et industrielle de la région turinoise. Les sponsors principaux des Jeux de Turin sont donc notamment la région Piémont, le groupe Fiat, la banque Sanpaolo, ainsi que le groupe Telecom Italia à travers sa filiale de téléphonie mobile TIM. Ce sont ainsi cinq sponsors principaux, dix-sept sponsors officiels et trente fournisseurs officiels qui sont associés aux Jeux de Turin.

### Nations participantes

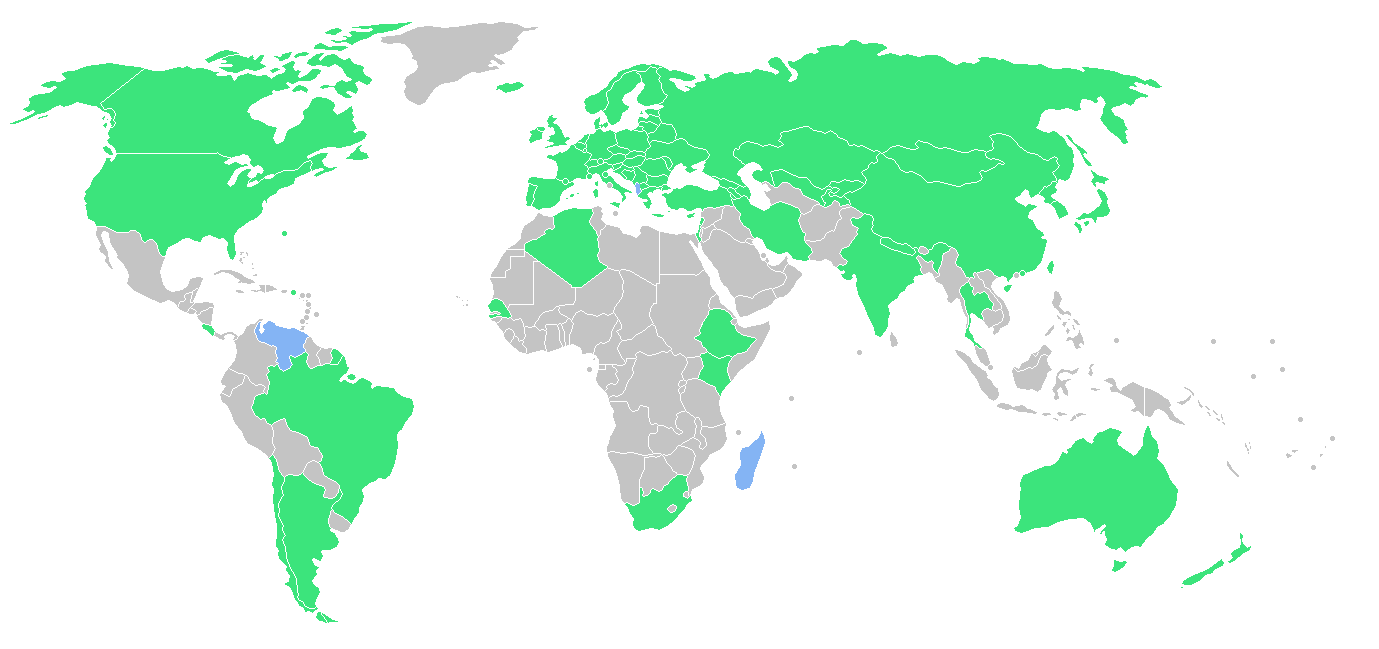
80 nations participent aux Jeux.
Pays participant pour la première fois.
Pays ayant déjà participé.

Quatre-vingts nations envoient une délégation à Turin, pour un total de 2 508 athlètes dont 1 548 hommes et 960 femmes,. Les femmes représentent 38,23 % des athlètes participants, soit la plus grande part à l'époque depuis la création des Jeux d'hiver en 1924. Avec trois pays et 109 athlètes de plus que lors des Jeux de 2002, cela constitue un record de participation pour les Jeux d'hiver à l'époque. Trois nations participent à des Jeux olympiques d'hiver pour la première fois : l'Albanie, l'Éthiopie et Madagascar,,. Le Cameroun, les Fidji, la Jamaïque, Porto Rico et Trinité-et-Tobago, présents aux Jeux de Salt lake City en 2002, ne participent pas en 2006,,,,.
Le nombre indiqué entre parenthèses correspond au nombre d'athlètes engagés dans les épreuves officielles pour chaque pays.
| - Afrique du Sud (3) - Albanie (1) - Algérie (2) - Allemagne (164) - Andorre (3) - Argentine (9) - Arménie (5) - Australie (40) - Autriche (85) - Azerbaïdjan (2) - Belgique (4) - Bermudes (1) - Biélorussie (28) - Bosnie-Herzégovine (6) - Brésil (10) - Bulgarie (21) - Canada (196) - Chili (9) - Chine (78) - Chypre (1) |  | - Corée du Nord (6) - Corée du Sud (40) - Costa Rica (1) - Croatie (24) - Danemark (5) - Espagne (16) - Estonie (28) - États-Unis (211) - Éthiopie (1) - Finlande (102) - France (89) - Géorgie (3) - Grande-Bretagne (40) - Grèce (5) - Hong Kong (1) - Hongrie (20) - Îles Vierges des États-Unis (1) - Inde (4) - Iran (5) - Irlande (4) |  | - Islande (5) - Israël (5) - Italie (184) - Japon (112) - Kazakhstan (56) - Kirghizistan (1) - Kenya (1) - Lettonie (58) - Liban (3) - Liechtenstein (6) - Lituanie (9) - Luxembourg (1) - Macédoine du Nord (3) - Madagascar (1) - Moldavie (7) - Monaco (4) - Mongolie (2) - Norvège (81) - Nouvelle-Zélande (18) - Pays-Bas (35) |  | - Pologne (48) - Portugal (1) - Népal (1) - Ouzbékistan (4) - Tchéquie (85) - Roumanie (25) - Russie (190) - Saint-Marin (1) - Sénégal (2) - Serbie-et-Monténégro (6) - Slovaquie (62) - Slovénie (42) - Suède (112) - Suisse (143) - Tadjikistan (1) - Taipei chinois (1) - Thaïlande (1) - Turquie (6) - Ukraine (53) - Venezuela (1) |

## Sites
Les Jeux de Turin se caractérisent par une relative dispersion des sites. Les épreuves de neige sont organisées dans les stations alpines situées à environ 100 km à l'ouest de Turin. Conformément aux principes de l'Agenda 21, la construction des différents sites est pensée dans une perspective de développement durable. La région Piémont et le Ministère de l'Environnement ont ainsi exercé des contrôles et le comité d'organisation a signé des accords sur le respect de l'environnement avec l'Organisation des Nations unies et la Commission européenne. Le directeur exécutif du Programme des Nations unies pour l'environnement (PNUE), Klaus Töpfer, reconnaît ainsi qu'« en organisant dans le centre-ville [de Turin] le déroulement de plusieurs disciplines-clés comme le patinage artistique et le hockey sur glace et en y hébergeant les athlètes et les médias, les organisateurs ont donné la garantie que ces constructions et installations seraient à l’avenir utilisées pour le sport, d’autres loisirs et le logement. »
Les cérémonies d'ouverture et de clôture sont organisées au Stade olympique de Turin, bien que l'enceinte n'accueille aucune épreuve sportive.

### Sites sportifs
La station de Sestrières accueille les épreuves de ski alpin masculin, ainsi que les épreuves techniques féminines : la descente et le super-G masculins se déroulent sur la piste Kandahar Banchetta, le slalom et le slalom géant masculins sont organisés à Sestrières Colle, tandis que le slalom et le slalom géant féminins se tiennent sur la piste Giovanni-Agnelli. Les épreuves de vitesse féminine sont quant à elles organisées sur la piste de Fraiteve, à Cesana San Sicario. Les différentes installations de ski alpin accueillent entre 6 160 et 7 300 spectateurs.
La piste de bobsleigh, luge et skeleton de Cesana Pariol est construite spécialement pour les Jeux, face au mont Chaberton, situé à la frontière avec la France. D'une longueur de 1 435 mètres, elle compte 19 virages pour un dénivelé de 114 mètres. Elle peut accueillir jusqu'à 7 130 spectateurs, dont 4 400 places assises. Le stade de biathlon de Cesana San Sicario s'étale sur une surface de 400 000 m2. Il comporte plusieurs circuits dont la longueur varie de 4 à 20 kilomètres et propose 4 600 places assises. La station de Pragela reçoit les compétitions de ski de fond, de saut à skis et de combiné nordique. Construit spécialement pour les Jeux, le stadio del Trampolino possède une capacité de 8 055 places. Les épreuves de fond se déroulent sur le site de Pragelato Plan, à quelques kilomètres du tremplin, qui peut recevoir 5 400 visiteurs. Le village de Bardonnèche accueille les épreuves de snowboard, dans un stade d'une capacité de 6 763 places installé sur les pistes de Melezet. Les différentes compétitions de ski acrobatique sont organisées à Sauze d'Oulx. L'enceinte, située à Jouvenceaux, peut recevoir 7 900 spectateurs,.

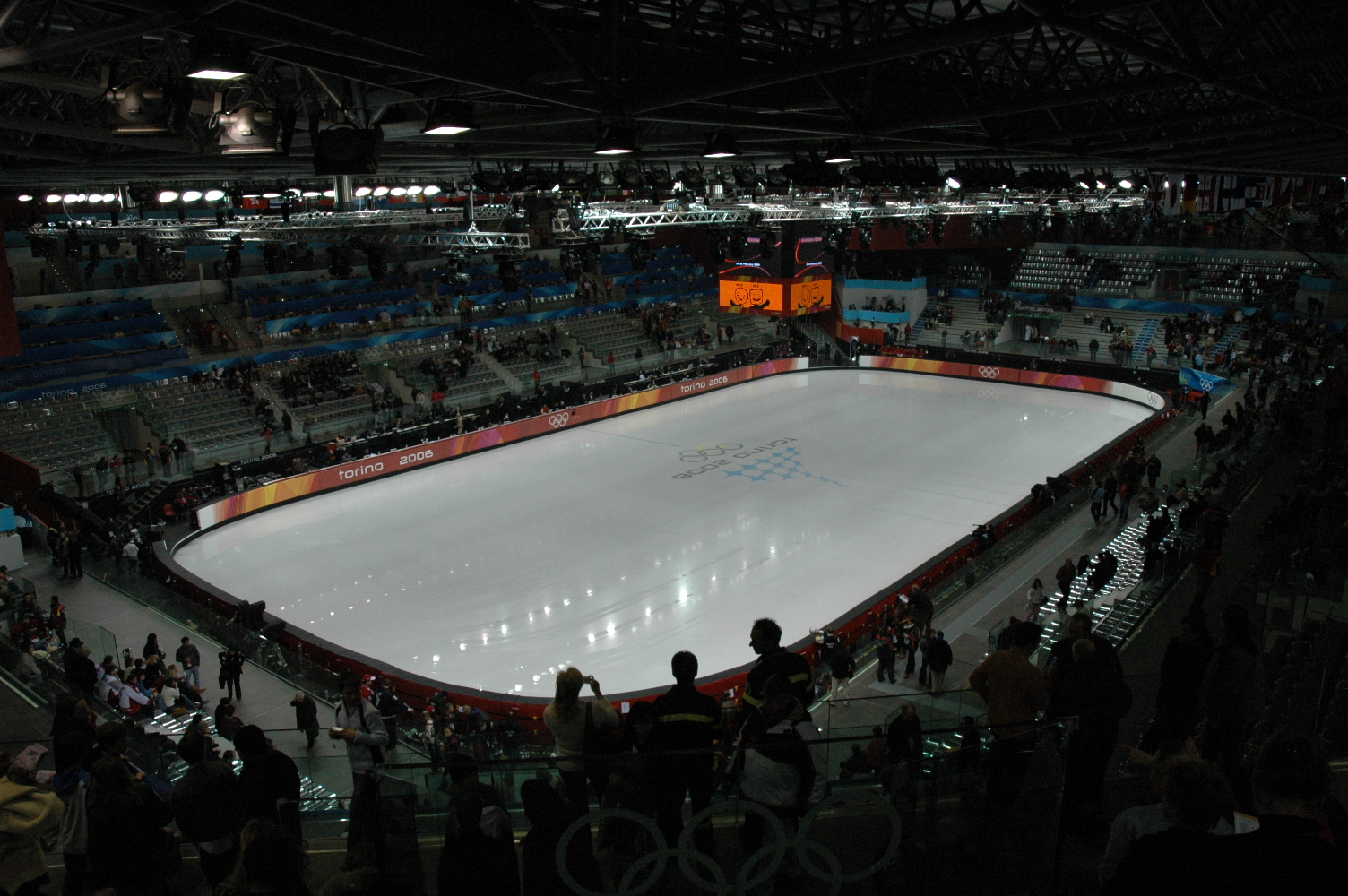
La patinoire de Palavela.

Turin concentre les patinoires qui accueillent les épreuves sur glace. Le Torino Palasport Olimpico est la plus grande d'entre elles, pouvant accueillir près de 12 500 spectateurs lors des rencontres de hockey sur glace. Situé à proximité du Stade olympique et de la Piazza d'Armi, il est conçu par les architectes Arata Isozaki et Pier Paolo Maggiora. Certaines rencontres sont disputées au centre des expositions Torino Esposizioni, aménagé en patinoire et disposant de 5 400 places. L'anneau de vitesse d'Oval Lingotto est construit spécialement pour l'occasion. D'une capacité de 8 250 spectateurs, il est conçu par les cabinets d'architectes Hok Sport de Londres et Studio Zoppini Associati de Milan. Les épreuves de patinage de vitesse sur piste courte et de patinage artistique se déroulent à la Palavela, la seule patinoire déjà existante, inaugurée en 1961. Elle peut accueillir jusqu'à 8 000 spectateurs.
Enfin, les épreuves de curling sont disputées à Pignerol, à environ 40 kilomètres de Turin, dans l'enceinte du Pinerolo Palaghiaccio, qui peut accueillir 2 000 spectateurs.

### Sites d'hébergement
Les athlètes et leurs délégations sont accueillis dans trois villages olympiques différents en raison de la dispersion des sites. Ce choix réside dans la volonté d'offrir aux athlètes un hébergement dans les mêmes conditions climatiques que lors des compétitions, de même qu'un temps de transport réduit vers le lieu des épreuves.
Le plus grand des trois villages olympiques est situé à Turin et peut accueillir 2 600 personnes. Il est implanté près du site historique des Halles, construites en 1934, et accueille également le village des médias. Les architectes italiens Benedetto Camerana et Giorgio Rosental sont chargés de sa restauration à l'occasion des Jeux.
Les concourants aux épreuves alpines et nordiques sont logés à Sestrières, dans les installations du Club Méditerranée et de Valtur, tandis qu'un autre bâtiment est construit spécialement pour les Jeux, pour une capacité totale de 1 800 places. Le troisième village olympique est implanté à Bardonnèche, dans le Colonia Medail, un quartier construit entre 1937 et 1939 par l'architecte Gino Levi-Montalcini et réhabilité pour accueillir 750 personnes. Il héberge les athlètes en compétition sur les sites de Bardonnèche, Sauze d'Oulx et Cesana Pariol,.

## Déroulement

### Relais de la flamme olympique

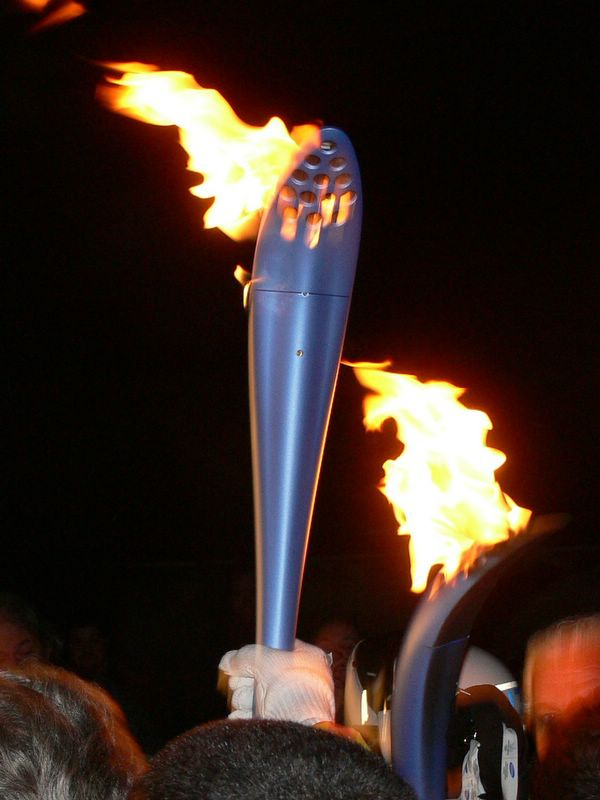
La flamme des Jeux de Turin.

Le design de la torche olympique de Turin rappelle le logo des Jeux en son sommet à travers la forme de la Mole Antonelliana. L'inclinaison de la pointe de la torche reprend également la forme d'un ski. La torche olympique met en avant le savoir-faire de la ville de Turin, à travers une référence au design turinois et les ateliers de Sergio Pininfarina, de même que les techniques de pointe à travers ses caractéristiques techniques, puisqu'elle peut brûler jusqu'à 5 000 mètres d'altitude.
Le relais de la flamme olympique a pour but de promouvoir les Jeux et de susciter l'adhésion du public tout au long de son voyage entre Athènes et Turin. L'organisation du relais de la flamme en Italie vise également à réveiller le sentiment de fierté des Italiens d'accueillir à nouveau les Jeux olympiques après ceux de Cortina d'Ampezzo en 1956 et ceux de Rome en 1960. Conformément à la tradition, la flamme est allumée à Olympie, le 27 novembre 2005, tandis que le relais débute le 8 décembre suivant. Pendant 64 jours, la torche parcourt 11 300 kilomètres. Elle traverse notamment chaque région italienne et sa capitale, de même que les six pays frontaliers de l'Italie, la France, la Suisse, la Slovénie, l'Autriche, Saint-Marin et le Vatican. La présence de 10 001 relayeurs est nécessaire pour porter la flamme en utilisant différents modes de transport, tels que le bateau, l'hélicoptère, l'avion, le cheval ou encore la bicyclette.

### Calendrier
Les Jeux olympiques d'hiver de 2006 se déroulent du vendredi 10 au dimanche 26 février. Ils s'étendent donc sur dix-sept jours et trois week-ends, comme les éditions précédentes. Quatre-vingt-quatre épreuves sont au programme, soit six de plus que lors de l'édition précédente. Le snowboardcross, le départ en ligne en biathlon ainsi que deux épreuves par équipes en patinage de vitesse et ski de fond font leur entrée au programme olympique.
| CO | Cérémonie d'ouverture | ● | Épreuve(s) | 1 | Finale d'épreuve officielle | CC | Cérémonie de clôture |

| février 2006                         | 10 Ven | 11 Sam | 12 Dim | 13 Lun | 14 Mar | 15 Mer | 16 Jeu | 17 Ven | 18 Sam | 19 Dim | 20 Lun | 21 Mar | 22 Mer | 23 Jeu | 24 Ven | 25 Sam | 26 Dim | Épreuves |
| ------------------------------------ | ------ | ------ | ------ | ------ | ------ | ------ | ------ | ------ | ------ | ------ | ------ | ------ | ------ | ------ | ------ | ------ | ------ | -------- |
| Cérémonies                           | CO     |        |        |        |        |        |        |        |        |        |        |        |        |        |        |        | CC     | —        |
| Biathlon                             |        | 1      |        | 1      | 1      |        | 1      |        | 2      |        |        | 1      |        | 1      |        | 2      |        | 10       |
| Bobsleigh                            |        |        |        |        |        |        |        |        | ●      | 1      | ●      | 1      |        |        | ●      | 1      |        | 3        |
| Combiné nordique                     |        | 1      |        |        |        | ●      | 1      |        |        |        |        | 1      |        |        |        |        |        | 3        |
| Curling                              |        |        |        | ●      | ●      | ●      | ●      | ●      | ●      | ●      | ●      |        | ●      | 1      | 1      |        |        | 2        |
| Hockey sur glace                     |        | ●      | ●      | ●      | ●      | ●      | ●      | ●      | ●      | ●      | 1      | ●      | ●      |        | ●      | ●      | 1      | 2        |
| Luge                                 |        | ●      | 1      | ●      | 1      | 1      |        |        |        |        |        |        |        |        |        |        |        | 3        |
| Patinage artistique                  |        | ●      |        | 1      | ●      |        | 1      | ●      |        | ●      | 1      | ●      |        | 1      | ●      |        |        | 4        |
| Patinage de vitesse                  |        | 1      | 1      | 1      | 1      | 1      | 1      |        | 1      | 1      |        | 1      | 1      |        | 1      | 1      |        | 12       |
| Patinage de vitesse sur piste courte |        |        | 1      |        |        | 1      |        | 2      |        |        |        | 1      |        |        | 3      |        |        | 8        |
| Saut à ski                           |        | ●      | 1      |        |        |        |        | ●      | 1      |        | 1      |        |        |        |        |        |        | 3        |
| Skeleton                             |        |        |        |        |        | 1      | 1      |        |        |        |        |        |        |        |        |        |        | 2        |
| Ski acrobatique                      |        | 1      |        |        |        | 1      |        |        |        | ●      | ●      |        | 1      | 1      |        |        |        | 4        |
| Ski alpin                            |        |        | 1      |        | 1      | 1      |        | 1      | 1      | 1      | 1      |        | 1      |        | 1      | 1      |        | 10       |
| Ski de fond                          |        |        | 2      |        | 2      |        | 1      | 1      | 1      | 1      |        |        | 2      |        | 1      |        | 1      | 12       |
| Snowboard                            |        |        | 1      | 1      |        |        | 1      | 1      |        |        |        |        | 1      | 1      |        |        |        | 6        |
| Nombre total de finales              | 0      | 4      | 8      | 4      | 6      | 6      | 7      | 5      | 6      | 4      | 4      | 5      | 6      | 5      | 7      | 5      | 2      | 84       |
| Total                                | 0      | 4      | 12     | 16     | 22     | 28     | 35     | 40     | 46     | 50     | 54     | 59     | 65     | 70     | 77     | 82     | 84     | 84       |

### Cérémonie d'ouverture

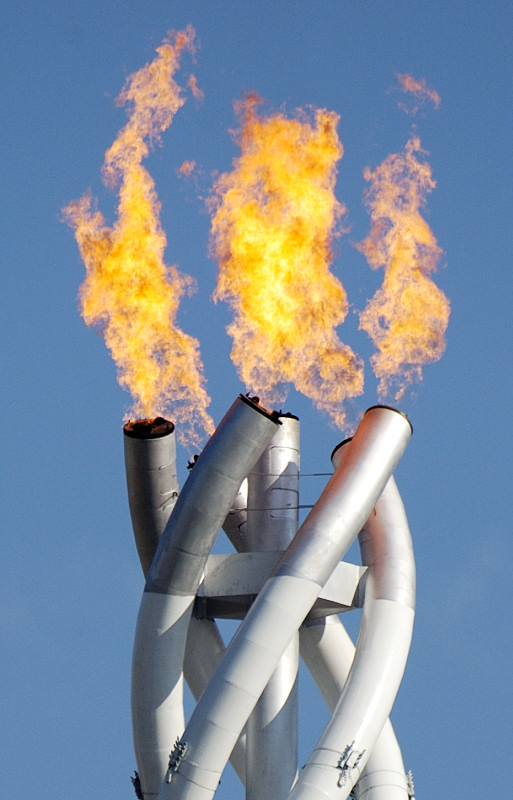
La flamme olympique.

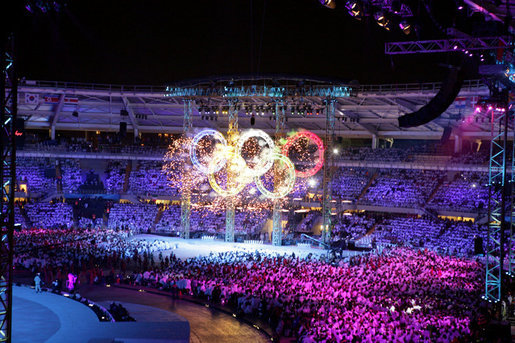
Les anneaux olympiques à la cérémonie d'ouverture.

La cérémonie d'ouverture a lieu le vendredi 10 février dans le Stade olympique de Turin devant 35 000 spectateurs. Trente-deux caméras sont installées dans le stade pour assurer la retransmission de l'événement, qui est suivi par près de 2 milliards de téléspectateurs dont 13 millions d'Italiens. Conçue par Andrea Varnier et le producteur Marco Balich (ja), la cérémonie dure trois heures et s'articule autour de trois éléments : rythme, passion et vitesse. Le coup d'envoi de la cérémonie est donné par le gymnaste italien Jury Chechi qui frappe sur un gong avec un marteau géant, en présence du président de la République italienne Carlo Azeglio Ciampi.
Le spectacle, intitulé « Les Étincelles de la passion », met à l'honneur la culture italienne du Moyen Âge au XXIe siècle. Des tableaux évoquent La Divine Comédie de Dante, La Naissance de Vénus de Botticelli incarnée par Eva Herzigová ou encore le futurisme, dans une chorégraphie du danseur étoile Roberto Bolle, de La Scala de Milan. Le chanteur britannique Peter Gabriel interprète la chanson Imagine de John Lennon pendant que des acrobates s'unissent pour former une colombe, symbole de paix. Au terme de la représentation, les athlètes grecs ouvrent comme le veut la tradition le défilé des nations, qui est clôturé par le pays hôte. La Corée du Nord et la Corée du Sud défilent ensemble pour la première fois dans l'histoire des Jeux d'hiver sous le nom de « Corée », comme ce fut le cas aux Jeux olympiques d'Athènes en 2004 et Sydney en 2000.
Le drapeau olympique fait son entrée dans le stade porté par huit femmes symbolisant le sport, la culture et le militantisme, la Kényane Wangari Muta Maathai, lauréate du prix Nobel de la paix en 2004, l'écrivain chilienne Isabel Allende, les actrices Sophia Loren et Susan Sarandon, la Cambodgienne Somaly Mam, militante des droits de l'homme, les athlètes Maria Mutola et Nawal El Moutawakel ainsi que l'Italienne Manuela Di Centa, double championne olympique de ski de fond et membre du CIO depuis 1999.
Conformément à la tradition, Carlo Azeglio Ciampi déclare l'ouverture officielle des XXes Jeux olympiques d'hiver et le président du CIO Jacques Rogge prononce un discours à l'attention des athlètes dans lequel il les invite à donner à ces Jeux « l'éclat que nous désirons tous, non seulement par vos performances, mais également et surtout par votre comportement ». Le serment olympique est prononcé par le skieur alpin Giorgio Rocca pour les sportifs et Fabio Banchetti pour les juges.
Le triple champion olympique italien Alberto Tomba pénètre dans le stade avec la flamme olympique puis la transmet à d'autres athlètes jusqu'à l'ancienne fondeuse Stefania Belmondo, dix fois médaillée aux Jeux d'hiver, à qui revient l'honneur d'embraser la vasque olympique, qui a la particularité d'être la plus haute de l'histoire des Jeux avec ses 57 m. Le ténor Luciano Pavarotti clôt la cérémonie en interprétant le célèbre air Nessun dorma, de l'opéra Turandot de Giacomo Puccini, suivi d'un feu d'artifice. C'est par ailleurs la dernière apparition publique du chanteur italien, atteint d'un cancer et qui décède en septembre 2007.

### Épreuves

#### Biathlon

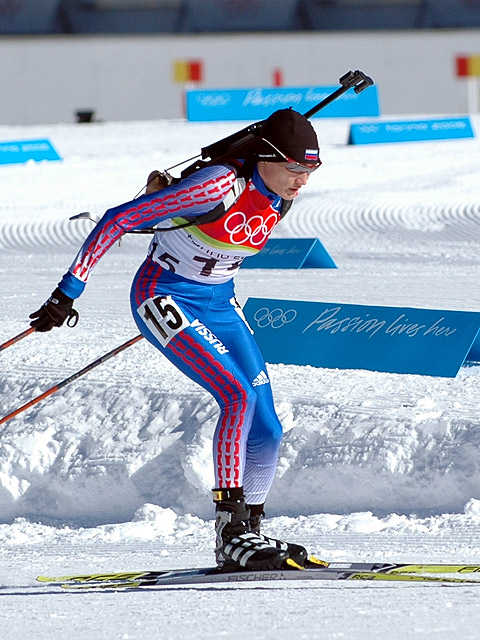
La Russe Svetlana Ichmouratova remporte une médaille d'or en individuel et une autre en relais.

Les compétitions de biathlon se tiennent à la Cesana San Sicario Arena, située sur la commune de Cesana Torinese. Dix épreuves (dont huit individuelles) sont au programme, cinq pour les hommes et cinq pour les femmes : l'individuel, le sprint, la poursuite, le départ groupé et le relais. Elles regroupent 204 athlètes, dont 107 hommes et 97 femmes, de 37 pays différents. Avec onze médailles, dont cinq en or, l'Allemagne domine les compétitions. Les Norvégiens obtiennent six médailles, les Français et les Russes en remportent quatre.
L'individuel hommes couru sur 20 km est la première épreuve disputée, le 11 février. Le Norvégien Ole Einar Bjørndalen, grand favori de la course après avoir remporté quatre médailles d'or à Salt Lake City quatre ans plus tôt, commet deux erreurs au tir et doit se contenter de la médaille d'argent. Le titre olympique revient à l'Allemand Michael Greis, qui ne manque qu'un seul tir, tandis que la médaille de bronze est obtenue par un autre Norvégien, Halvard Hanevold, déjà médaillé sur cette épreuve à Nagano en 1998. Michael Greis devient ainsi le premier champion olympique des Jeux de Turin. Dans le 10 km sprint, disputé trois jours plus tard, Bjørndalen manque le podium après avoir raté trois fois la cible. Il se classe finalement 11e. L'Allemand Sven Fischer obtient la médaille d'or, alors qu'il avait remporté l'argent sur la même épreuve à Salt Lake City en 2002. Le podium est complété par deux Norvégiens : Hanevold qui gagne sa deuxième médaille en trois jours et Frode Andresen. Grâce à son succès dans le sprint, Sven Fischer s'élance en tête dans la poursuite mais manque quatre fois la cible, ce qui l'éloigne de la course à la médaille d'or. Il parvient toutefois à conserver la troisième place pour remporter sa seconde médaille dans ces Jeux. Le titre olympique revient au Français Vincent Defrasne qui s'impose de justesse au terme d'un sprint dans lequel il devance Ole Einar Bjørndalen. L'épreuve de relais disputée le 21 février confirme la supériorité des biathlètes allemands, qui s'imposent avec plus de vingt secondes sur les Russes, emmenés par Ivan Cherezov, cinquième du sprint. Les Français et les Suédois sont départagés à la photo-finish pour la troisième place, Raphaël Poirée devançant finalement Carl-Johan Bergman pour apporter à la France la médaille de bronze,. Le 15 km départ groupé, couru aux Jeux Olympiques pour la première fois à Turin, est l'occasion pour Michael Greis de remporter sa troisième médaille d'or en s'imposant avec plus de six secondes d'avance sur le Polonais Tomasz Sikora. Malgré trois cibles manquées, Ole Einar Bjørndalen se montre le plus rapide sur les skis pour monter sur la troisième marche du podium.
Chez les femmes, le 15 km individuel est marqué par des conditions météorologiques difficiles avec un fort vent qui perturbe les tirs des biathlètes. L'une des favorites de la course, l'Allemande Uschi Disl manque cinq fois la cible et ne se classe que 12e. La Russe Svetlana Ichmouratova remporte l'épreuve devant sa compatriote Olga Pyleva, mais celle-ci est contrôlée positive à un stimulant, le carphédon. Elle est alors exclue des Jeux et la médaille d'argent revient à l'Allemande Martina Glagow, tandis qu'une autre Russe, Albina Akhatova, se classe troisième. L'épreuve du 7,5 km sprint s'achève avec un podium inattendu. Le titre olympique revient à une biathlète expérimentée, la Française Florence Baverel-Robert, qui n'occupe pourtant que la 23e place du classement de la coupe du monde avant l'ouverture des Jeux. Elle remporte la course avec un peu plus de deux secondes d'avance sur la Suédoise Anna Carin Olofsson-Zidek et près de sept secondes devant l'Ukrainienne Lilia Efremova. Seulement 7e du sprint, l'Allemande Kati Wilhelm, leader de la coupe du monde, prend sa revanche pendant la poursuite en survolant la course : elle franchit la ligne avec plus d'une minute d'avance sur ses poursuivantes malgré une erreur au tir. Comme lors de l'individuel, Martina Glagow est deuxième et Albina Akhatova est troisième. Les biathlètes russes dominent aisément le relais : elles devancent les relayeuses allemandes, contraintes à un tour de pénalité, de près d'une minute. La France gagne la médaille de bronze devant les Biélorusses, troisièmes des derniers championnats du monde. Le 12,5 km départ groupé, dernière épreuve de biathlon disputée à Turin, permet à la Suédoise Anna Carin Olofsson-Zidek de remporter son premier titre olympique, une semaine après avoir glané sa première médaille. Trois Allemandes suivent au classement et ce sont Kati Wilhelm et Uschi Disl qui montent sur le podium.

#### Bobsleigh

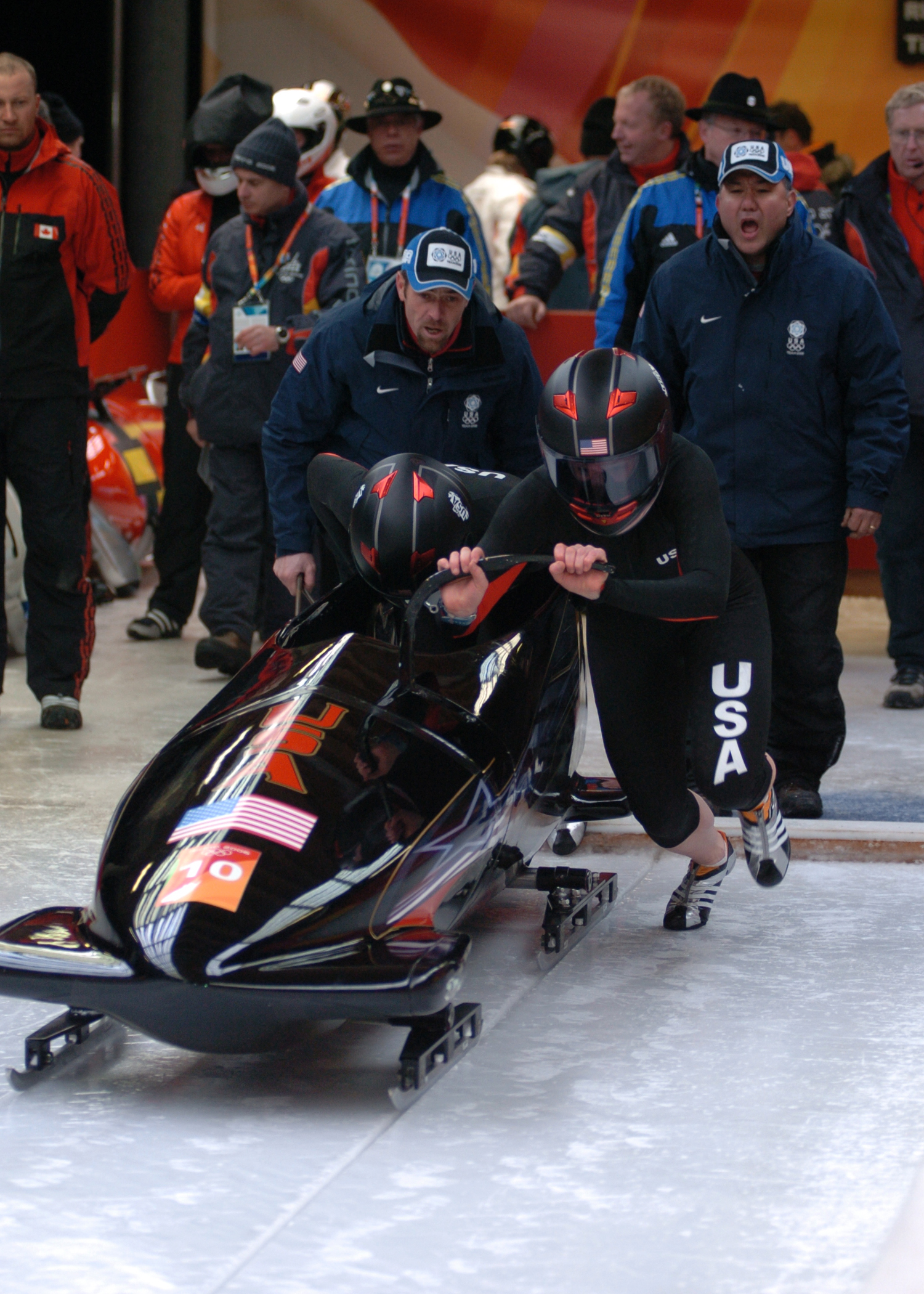
Le bob américain de Shauna Rohbock et Valerie Fleming obtient l'argent.

La piste de Cesana Pariol accueille les compétitions de bobsleigh, qui rassemblent 150 participants de 22 pays, dont 118 hommes et 32 femmes. L'Allemagne affiche sa domination puisqu'elle remporte la médaille d'or dans chacune des épreuves,.
Dans l'épreuve de bob à deux masculin, les équipages d'André Lange et Kevin Kuske pour l'Allemagne et Pierre Lueders et Lascelles Brown pour la Canada sont au coude à coude, bien que les Allemands se portent en tête pour 6 centièmes de seconde. Le bob d'André Lange prend un sérieux avantage dans la troisième manche pour finalement s'adjuger la médaille d'or, les Canadiens devant se contenter de l'argent. La médaille de bronze revient au bob suisse de Martin Annen et Beat Hefti, auteur d'un très bon temps dans la dernière manche.
Les Allemands, triple champions du monde et déjà médaillés d'or en bob à quatre aux Jeux de Salt Lake City, assument leur statut de favori. André Lange et Kevin Kuske gagnent leur second titre olympique en une semaine, en compagnie de René Hoppe et Martin Putze. Le bob russe piloté par Alexandre Zoubkov se classe deuxième. Déjà médaillés de bronze en bob à deux, Martin Annen et Beat Hefti réitèrent leur performance, accompagnés de leurs compatriotes Cédric Grand et Thomas Lamparter.
Dans l'épreuve de bob à deux féminin, l'Italienne Gerda Weissensteiner devient la deuxième athlète de l'histoire après Susi Erdmann à être médaillée en luge et en bobsleigh : championne olympique de luge à Lillehammer en 1994, elle gagne le bronze à Turin avec Jennifer Isacco. Le titre olympique échoit aux Allemandes Sandra Kiriasis et Anja Schneiderheinze et la médaille d'argent aux Américaines Shauna Rohbock et Valerie Fleming.

#### Combiné nordique
Les épreuves de combiné nordique se tiennent sur la commune de Pragela, au Stadio del Trampolino pour le saut et au Pragelato Plan pour la course de ski de fond. Cinquante-neuf athlètes représentant 15 pays y prennent part.
L'épreuve individuelle ouvre les compétitions. Favori de l'épreuve, le double champion du monde allemand Ronny Ackermann manque son saut et ne peut se mêler à la lutte pour le podium : il se classe finalement 18e à l'issue de la course de fond. La médaille d'or n'échappe pourtant pas aux Allemands : premier après le saut, Georg Hettich maintient son avance sur l'Autrichien Felix Gottwald, médaillé d'argent. Le Norvégien Magnus Moan gagne la médaille de bronze. Leader de la coupe du monde, Hannu Manninen ne prend que la 9e place.
Les vents violents contraignent les organisateurs à reporter d'une journée le concours de saut de l'épreuve par équipes. Les Allemands, menés par Hettich, prennent la tête à l'issue du saut, mais l'excellent dernier relais de Mario Stecher permet à l'Autriche de remporter la médaille d'or. L'Allemagne doit se contenter de la deuxième place, devant la Finlande, menée par Hannu Manninen, troisième.
Les trois hommes présents sur le podium de l'épreuve individuelle le sont également sur le podium du sprint, mais dans l'ordre inverse. Seulement 12e après le saut, Felix Gottwald s'adjuge pourtant le titre olympique devant Moan et Hettich. Deuxième du saut, le Français Jason Lamy-Chappuis se classe au pied du podium.

#### Curling

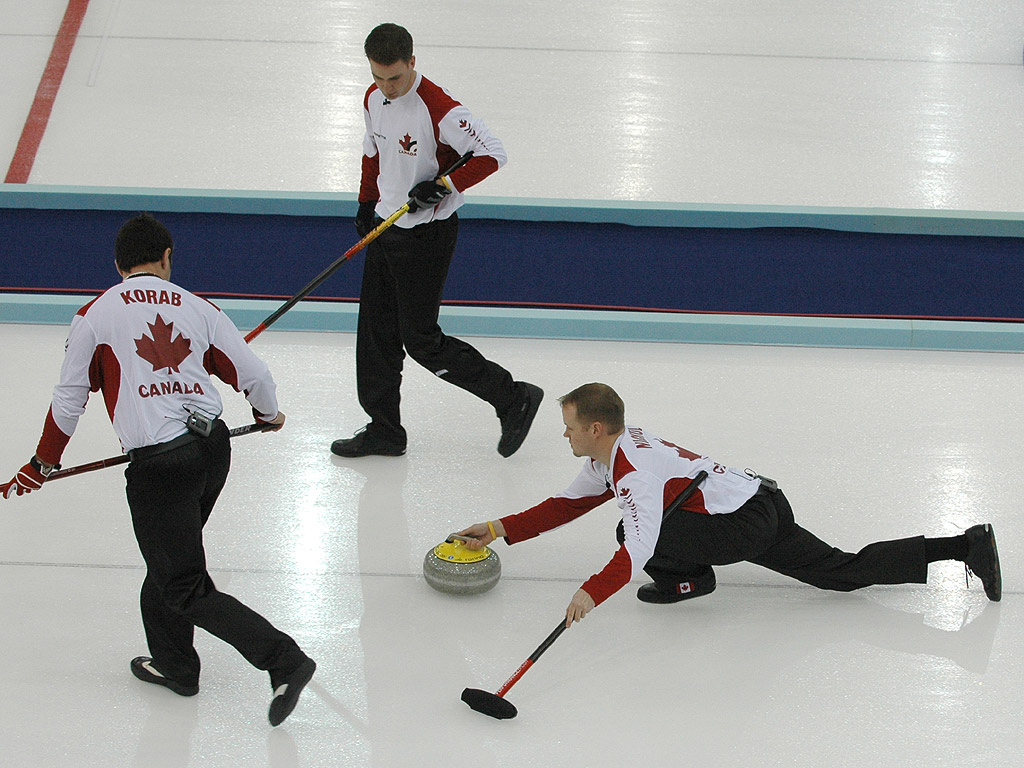
Les curleurs canadiens remportent le titre olympique.

Les tournois masculin et féminin de curling, réunissant chacun dix équipes, sont disputés au Pinerolo Palaghiaccio de Pignerol. Au premier tour, chaque équipe affronte les neuf autres, les quatre meilleures équipes se qualifiant pour les demi-finales.
Dans le tournoi masculin, l'équipe de Finlande menée par son capitaine Markku Uusipaavalniemi réalise le meilleur parcours au premier tour en enregistrant sept victoires et seulement deux défaites. Elle est donc la première nation qualifiée pour les demi-finales, devant le Canada, les États-Unis et la Grande-Bretagne qui présentent le même bilan de six victoires pour trois défaites. L'Italie qui participe pour la première fois de son histoire au tournoi olympique de curling grâce à sa qualité de nation hôte apparaît comme la nation la moins expérimentée, mais elle réussit pourtant à se classer au 7e rang en remportant quatre victoires en neuf matchs, dont un succès retentissant contre le Canada. Les Finlandais s'imposent de justesse face aux Britanniques en demi-finale sur le score de 4-3, tandis que les Canadiens dominent largement les Américains 11-5. En finale, le Canada mené par Brad Gushue affirme sa supériorité et inscrit 10 points contre 4 pour les Finlandais. Membre de l'équipe canadienne, Russ Howard, alors âgé de 50 ans, devient le plus vieux champion olympique des Jeux d'hiver après un autre curleur, le Britannique Robin Welsh, médaillé d'or à Chamonix en 1924. Dans le match pour la troisième place, les Américains dominent les Britanniques 8-6 pour remporter la première médaille de leur histoire en curling.
Le titre olympique dans le tournoi féminin revient à la Suède. En tête dès le premier tour, les Suédoises menées par Anette Norberg s'imposent ensuite de justesse face à la Norvège en demi-finale (5-4) puis contre la Suisse en finale (7-6). Le Canada gagne la médaille de bronze aux dépens de la Norvège dans le match pour la troisième place sur le score fleuve de 11-5.

#### Hockey sur glace

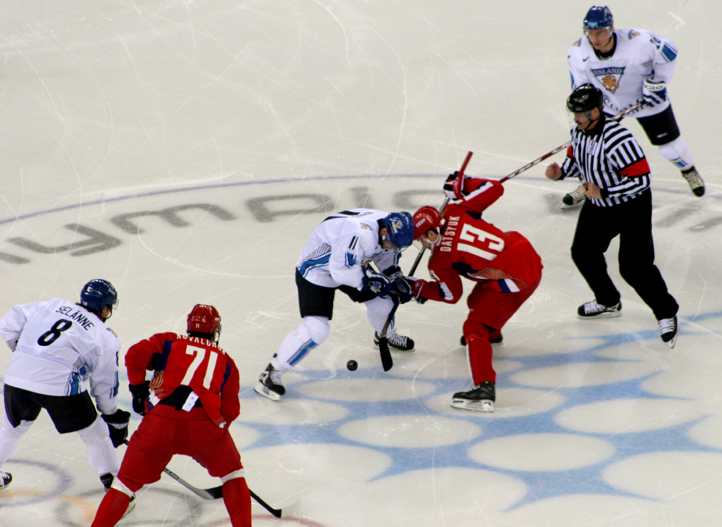
La Finlande affronte la Russie en demi-finale, avant de décrocher la médaille d'argent.

Les matchs de hockey sur glace se disputent au Torino Palasport Olimpico et au Torino Esposizioni, deux enceintes situées dans la ville de Turin. Douze nations sont engagées chez les hommes et seulement huit chez les femmes, pour un nombre total de 442 athlètes, dont 282 hommes et 160 femmes.
Au début du tournoi, les douze équipes masculines sont réparties en deux groupes de six, dans lesquels chaque nation rencontre les cinq autres. Les quatre premières équipes de chaque groupe sont ensuite qualifiées pour les quarts de finale. Dans le groupe A, la Finlande se qualifie aisément en remportant ses cinq rencontres. Elle devance la Suisse, le Canada, champion olympique en titre, et la République tchèque. La Slovaquie, qui termine en tête du groupe B, est la deuxième équipe invaincue de ce premier tour. Les Slovaques se qualifient donc logiquement pour les quarts de finale, en compagnie de la Russie, de la Suède et des États-Unis. Les Américains, médaillés d'argent quatre ans plus tôt, ne franchissent ce premier tour que de justesse en ne gagnant qu'un seul de leurs cinq matchs et sont d'ailleurs éliminés dès les quarts de finale par les Finlandais. Ces derniers sont opposés en finale aux Suédois dans une rencontre très serrée. C'est finalement la Suède qui gagne le titre olympique en s'imposant 3-2 grâce à un but de Nicklas Lidström. La médaille de bronze revient aux Tchèques, faciles vainqueurs de la Russie, 3-0.
Les huit équipes féminines s'affrontent dans deux groupes de quatre, seules les deux premières nations de chaque groupe étant alors qualifiées pour les demi-finales. Les Canadiennes dominent aisément la compétition pour conserver la médaille d'or acquise quatre ans plus tôt à Salt Lake City. Au premier tour, elles gagnent leurs trois rencontres en inscrivant un total de 36 buts. En demi-finale, elles s'imposent face à la Finlande sur le score de 6-0, avant de prendre le meilleur sur les Suédoises en finale, 4-1. La troisième place échoit aux États-Unis, aux dépens de la Finlande. Invaincues au premier tour, les Américaines sont pourtant battues de justesse par les Suédoises en demi-finale, 3-2.

#### Luge

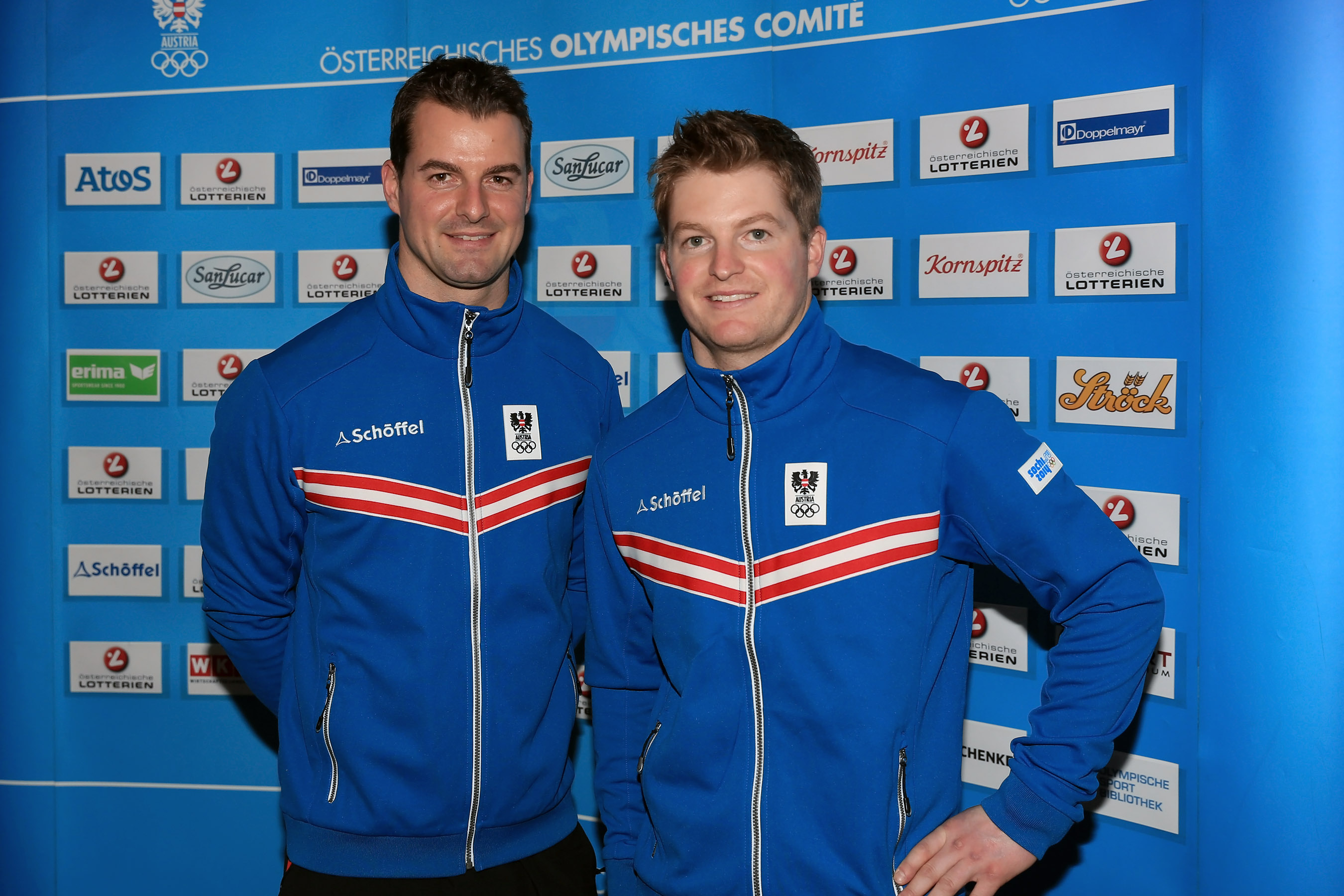
Les frères Andreas et Wolfgang Linger, ici en 2014, remportent le premier de leurs deux titres olympiques à Turin.

À l'image du bobsleigh, les compétitions de luge se disputent sur la piste de Cesana Pariol. Elles rassemblent 108 lugeurs de 24 pays dont 78 hommes et 30 femmes. L'Allemagne domine les épreuves en remportant quatre médaille dont une en or.
Dans l'épreuve masculine, l'Italien Armin Zöggeler conserve son titre olympique, sa performance étant suivie par 6 millions de téléspectateurs italiens. Le Russe Albert Demtchenko prend la deuxième place devant Mārtiņš Rubenis, premier Letton médaillé aux Jeux d'hiver depuis l'indépendance du pays. Dans l'épreuve féminine, trois Allemandes montent sur le podium. La championne olympique de Salt Lake City Sylke Otto domine une nouvelle fois la compétition, devançant Silke Kraushaar-Pielach et Tatjana Hüfner. Les frères autrichiens Andreas et Wolfgang Linger, seulement huitièmes des derniers Jeux, s'imposent en luge double, une épreuve marquée par de nombreux accidents. André Florschütz et Torsten Wustlich apportent une nouvelle médaille d'argent à l'Allemagne, tandis que le tandem italien Gerhard Plankensteiner-Oswald Haselrieder gagne le bronze.

#### Patinage artistique

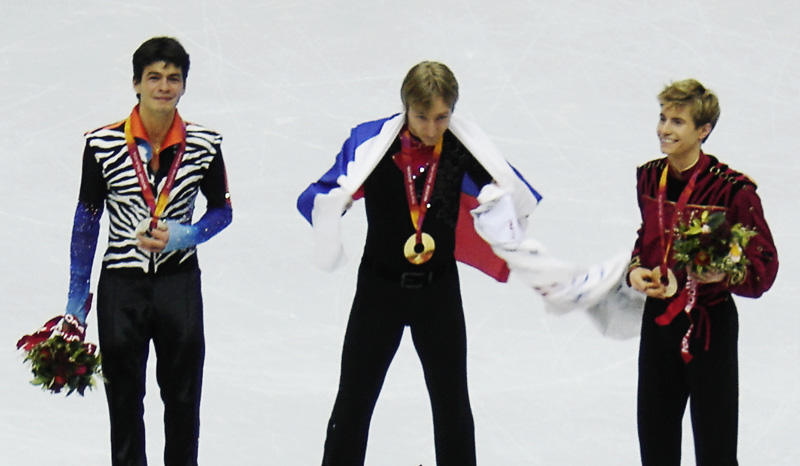
Stéphane Lambiel, Evgeni Plushenko et Jeffrey Buttle sur le podium de l'épreuve masculine.

Les Jeux de Turin marque un tournant dans l'histoire du patinage artistique aux Jeux olympiques. Après le scandale qui a entaché le concours lors des précédents Jeux, un nouveau système de notation est mis en place. Cent quarante-sept patineurs de 35 pays sont rassemblés au Torino Palavela. La Russie est comme souvent la nation la plus médaillée dans cette discipline avec un total de quatre médailles, dont trois titres olympiques et une médaille de bronze.
Double champions du monde et quintuples champions d'Europe en titre, les Russes Tatiana Totmianina et Maksim Marinin font figure de favoris dans la première épreuve, celle des couples. En réalisant un score de 204,48 points, ils font honneur à leur statut et gagne la médaille d'or avec près de 15 points d'avance sur le couple chinois Dan et Hao Zhang et près de 18 points sur un autre couple chinois, Xue Shen et Hongbo Zhao.
Chez les hommes, le sacre du Russe Evgeni Plushenko est attendu. Triple champion du monde, quintuple champion d'Europe, le médaillé d'argent de Salt Lake City domine la compétition en finissant en tête du programme court puis du programme libre. Le Suisse Stéphane Lambiel, champion du monde en 2005, obtient la médaille d'argent. Le Canadien Jeffrey Buttle, seulement sixième du programme court, réalise un très bon score dans le programme libre pour s'installer sur la troisième marche du podium.
L'épreuve de danse sur glace est remportée par les Russes Tatiana Navka et Roman Kostomarov, seul couple à franchir la barre des 200 points. Les Américains Tanith Belbin et Benjamin Agosto prennent une médaille d'argent inespérée quelques semaines avant l'ouverture des Jeux puisque Balbin, d'origine canadienne, n'a reçu que tardivement la nationalité américaine. Les Ukrainiens Olena Hrushyna et Ruslan Honcharov obtiennent la médaille de bronze.
Chez les femmes, la compétition individuelle est serrée : à l'issue du programme court, trois patineuses se tiennent en moins d'un point. L'Américaine Sasha Cohen mène le concours, mais elle est finalement devancée après le programme libre par la Japonaise Shizuka Arakawa, qui devient la première patineuse asiatique à remporter la médaille d'or. La Russe Irina Sloutskaïa, qui possède pourtant le plus beau palmarès des concurrentes avec deux titres mondiaux et sept titres européens, doit se contenter de la médaille de bronze.

#### Patinage de vitesse

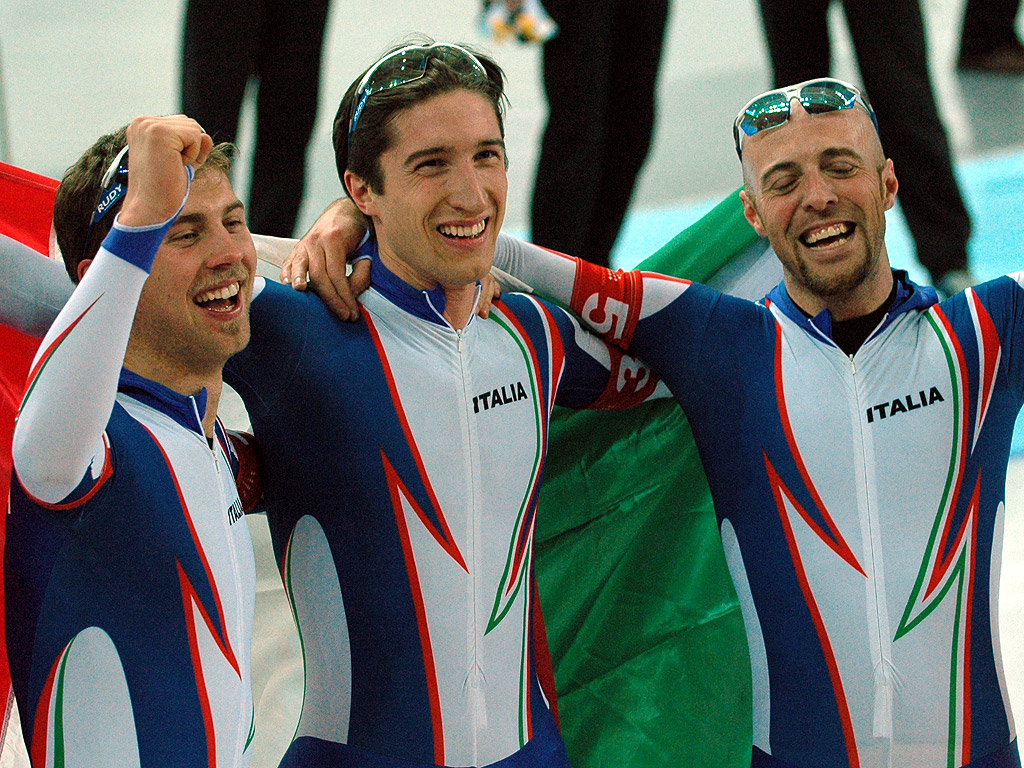
Anesi, Fabris et Sanfratello célèbrent la médaille d'or italienne en poursuite.

Les douze épreuves de patinage de vitesse se tiennent sur l'anneau de vitesse d'Oval Lingotto à Turin et rassemblent 174 patineurs de 19 pays. La Canadienne Cindy Klassen monte sur le podium à cinq reprises ; elle est ainsi l'athlète la plus médaillée de ces Jeux. Les Pays-Bas sont la meilleure nation avec 9 médailles.
Chez les hommes, les patineurs américains dominent les compétitions. Chad Hedrick gagne l'or sur le 5 000 mètres devant le Néerlandais Kramer et l'Italien Fabris, puis le bronze sur le 1 500 mètres derrière ce même Fabris et un autre Américain, Shani Davis, et enfin l'argent sur le 10 000 mètres où il est entouré de deux Néerlandais, Bob de Jong champion olympique et Carl Verheijen médaillé de bronze. Shani Davis gagne quant à lui le 1 000 mètres devant son compatriote Joey Cheek et le Néerlandais Erben Wennemars. Joey Cheek remporte lui aussi un titre olympique sur le 500 mètres en devançant le Russe Dmitri Dorofeïev et le Sud-Coréen Lee Kang-Seok. L'Italie, qui n'avait jamais gagné la moindre médaille en patinage de vitesse dans le cadre des Jeux, remporte trois médailles : outre les deux podiums d'Enrico Fabris, les Italiens dominent la poursuite par équipes devant les Canadiens et les Néerlandais.
La patineuse Cindy Klassen entre dans l'histoire en gagnant cinq médailles : elle remporte le bronze dès la première épreuve, le 3 000 mètres, derrière les Néerlandaises Ireen Wüst et Renate Groenewold, puis l'argent dans la poursuite par équipes en compagnie des patineuses canadiennes, battues en finale par les Allemandes, tandis que les Russes gagnent le bronze. Dans le 1 000 mètres, Klassen gagne à nouveau la médaille d'argent derrière la Néerlandaise Marianne Timmer et devant l'Allemande Anni Friesinger, avant de remporter son premier titre olympique sur le 1 500 mètres en dominant sa compatriote Kristina Groves et Ireen Wüst, classées respectivement 2e et 3e. Dans le 5 000 mètres, c'est une autre Canadienne, Clara Hughes, qui devient championne olympique en battant l'Allemande Claudia Pechstein. Cindy Klassen obtient alors la médaille de bronze. La course de 500 mètres couronne la Russe Svetlana Zhurova qui devance les Chinoises Manli Wang et Hui Ren.

#### Patinage de vitesse sur piste courte

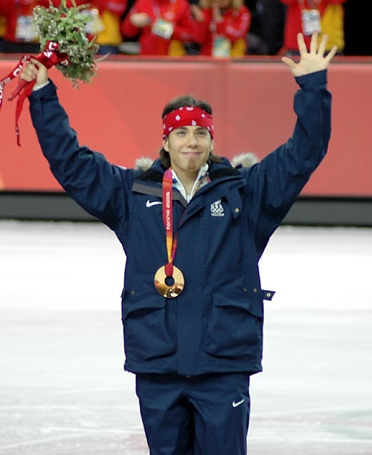
L'Américain Apolo Anton Ohno gagne une médaille d'or et une médaille de bronze à Turin.

Les huit courses de patinage de vitesse sur piste courte se tiennent dans le Torino Palavela. Cent six patineurs sont engagés dont 54 hommes et 52 femmes. Les nations asiatiques dominent la compétition : la Corée du Sud remporte dix médailles dont six en or et la Chine en gagne cinq.
Chez les hommes, les Sud-Coréens Viktor Ahn et Ho-Suk Lee réalisent le doublé sur le 1 500 mètres devant le Chinois Jiajun Li, puis sur le 1 000 mètres devant l'Américain Apolo Anton Ohno, double médaillé aux Jeux d'hiver de 2002. Ahn et Lee gagnent ensuite l'or en relais, en compagnie de leurs compatriotes Suk-Woo Song et Ho-Jin Seo, une course dans laquelle les Sud-Coréens dominent largement le Canada et les États-Unis. Dans la quatrième et dernière épreuve masculine, le 500 mètres, c'est l'Américain Apolo Anton Ohno qui est champion olympique, devant le Canadien François-Louis Tremblay. En finissant 3e, Viktor Ahn remporte sa quatrième médaille en quatre courses.
Comme chez les hommes, une seule course féminine échappe à la domination sud-coréenne : la Chinoise Wang Meng domine le 500 mètres devant la Bulgare Evgenia Radanova, déjà médaillée d'argent à Salt Lake City quatre ans plus tôt et qui possède la particularité d'avoir également participé aux Jeux olympiques d'été de 2004 à Athènes en s'alignant en cyclisme sur piste. La Canadienne Anouk Leblanc-Boucher finit 3e. La Sud-Coréenne Jin Sun-Yu remporte les deux autres courses individuelles de ces Jeux, le 1 000 mètres devant les Chinoises Wang Meng et Yang Yang et le 1 500 mètres devant sa compatriote Eun-Kyung Choi et la Chinoise Wang Meng, triple médaillée dans ces Jeux. Le relais est facilement remporté par les Sud-Coréennes, permettant à Jin Sun-Yu de gagner son troisième titre olympique, tandis que les Canadiennes et les Italiennes montent également sur le podium.

#### Saut à ski

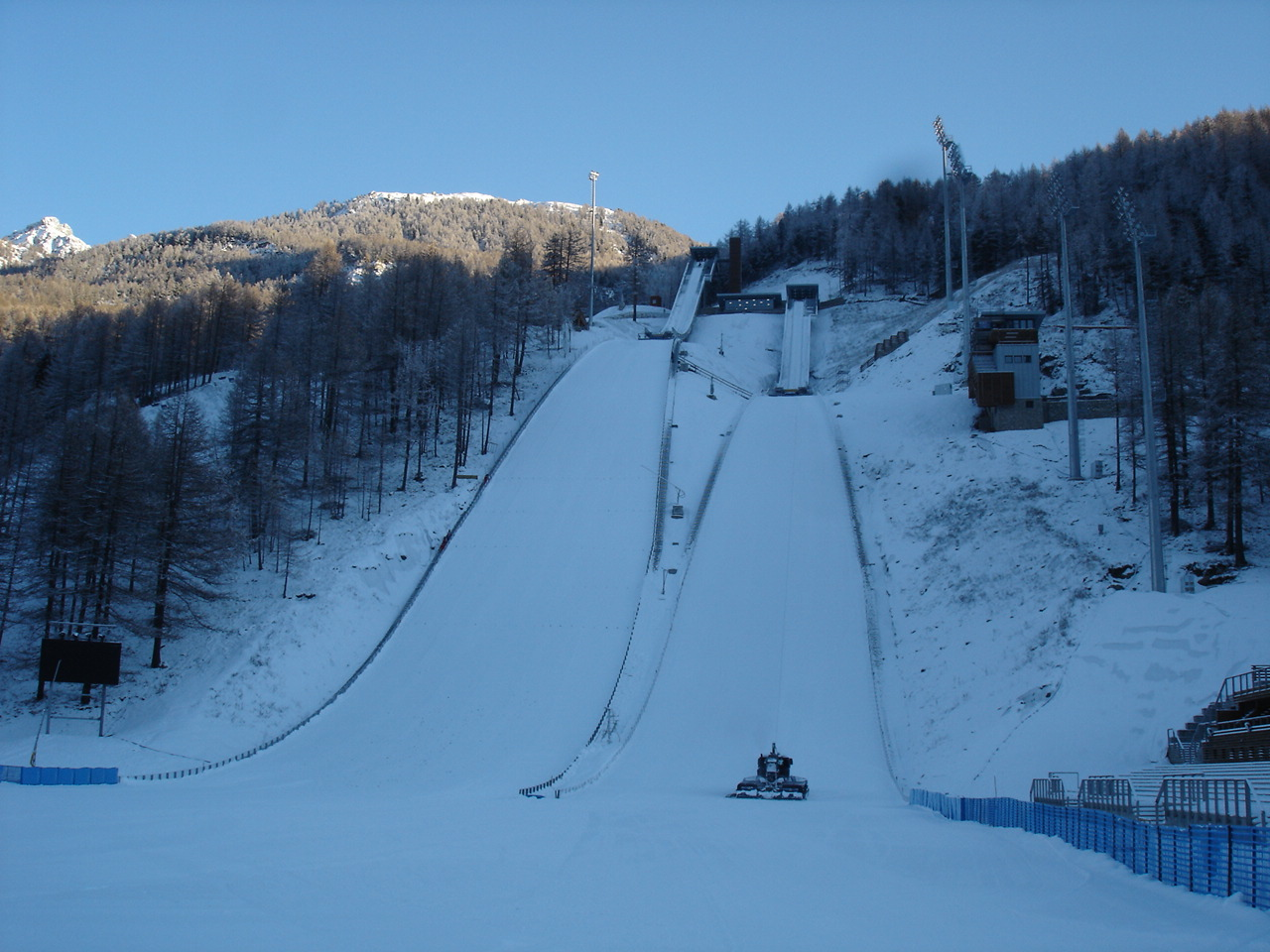
Le Stadio del Trampolino accueille les épreuves de saut à ski.

Le Stadio del Trampolino accueille les épreuves de saut à ski, qui regroupent 79 athlètes de 21 nations différentes. Seuls trois pays se répartissent les médailles décernées dans les trois épreuves : la Norvège remporte quatre médailles, tandis que les Autrichiens montent trois fois sur le podium et les Finlandais deux fois.
Les favoris ne sont pas réussite sur le tremplin italien. Leader de la coupe du monde avant d'arriver à Turin, le Finlandais Janne Ahonen ne prend que la 6e place de l'épreuve sur petit tremplin. Son rival tchèque Jakub Janda, vainqueur de la Tournée des quatre tremplins, termine encore plus loin, à la 13e place. Le titre olympique revient au Norvégien Lars Bystøl, vainqueur d'une manche de coupe du monde un mois avant l'ouverture des Jeux. Seulement classé au sixième rang à l'issue du premier saut, le Norvégien s'impose grâce à un bond de 103,5 m, qui lui permet de devancer le Finlandais Matti Hautamäki, médaillé en individuel et par équipes à Salt Lake City en 2002, ainsi qu'un autre Norvégien, Roar Ljøkelsøy, qui remporte sa première médaille olympique pour sa quatrième participation aux Jeux.
L'Autriche affiche sa domination sur le grand tremplin. Thomas Morgenstern, qui se classe 9e sur petit tremplin quelques jours plus tôt, gagne le titre olympique. Il devance son compatriote Andreas Kofler et Lars Bystøl, encore sur le podium mais cette fois en bronze. L'épreuve par équipes tourne à l'avantage des Autrichiens, champions du monde en titre. C'est la deuxième médaille dans ces Jeux pour Morgenstern et Kofler, en compagnie de Andreas Widhölzl et Martin Koch. Comme en 2002, la Finlande obtient la médaille d'argent, tandis que les Norvégiens se classent troisièmes.

#### Skeleton
Les compétitions de skeleton réunissent 42 athlètes de 21 pays, dont 27 hommes et 15 femmes, sur la piste de Cesana Pariol. Les skeletoneurs canadiens se montrent les plus performants en remportant trois médailles sur les deux épreuves disputées.
La médaille d'or dans l'épreuve féminine revient à la Suisse grâce à Maya Pedersen-Bieri, championne du monde et d'Europe en titre. Dès la première manche, elle devance les autres concurrentes de plus d'une demi-seconde, pour s'imposer finalement à l'issue des quatre manches avec plus d'une seconde d'avance sur la Britannique Shelley Rudman et la Canadienne Mellisa Hollingsworth, classées respectivement deuxième et troisième. Favoris de l'épreuve masculine, les Canadiens sont au rendez-vous : Duff Gibson remporte l'or et Jeff Pain l'argent. Le Suisse Gregor Stähli obtient la médaille de bronze comme à Salt Lake City en 2002, avec près d'une seconde de retard sur le champion olympique canadien. À 39 ans et 150 jours, Duff Gibson devient le plus vieil athlète à remporter une médaille d'or dans une épreuve individuelle aux Jeux d'hiver.

#### Ski acrobatique

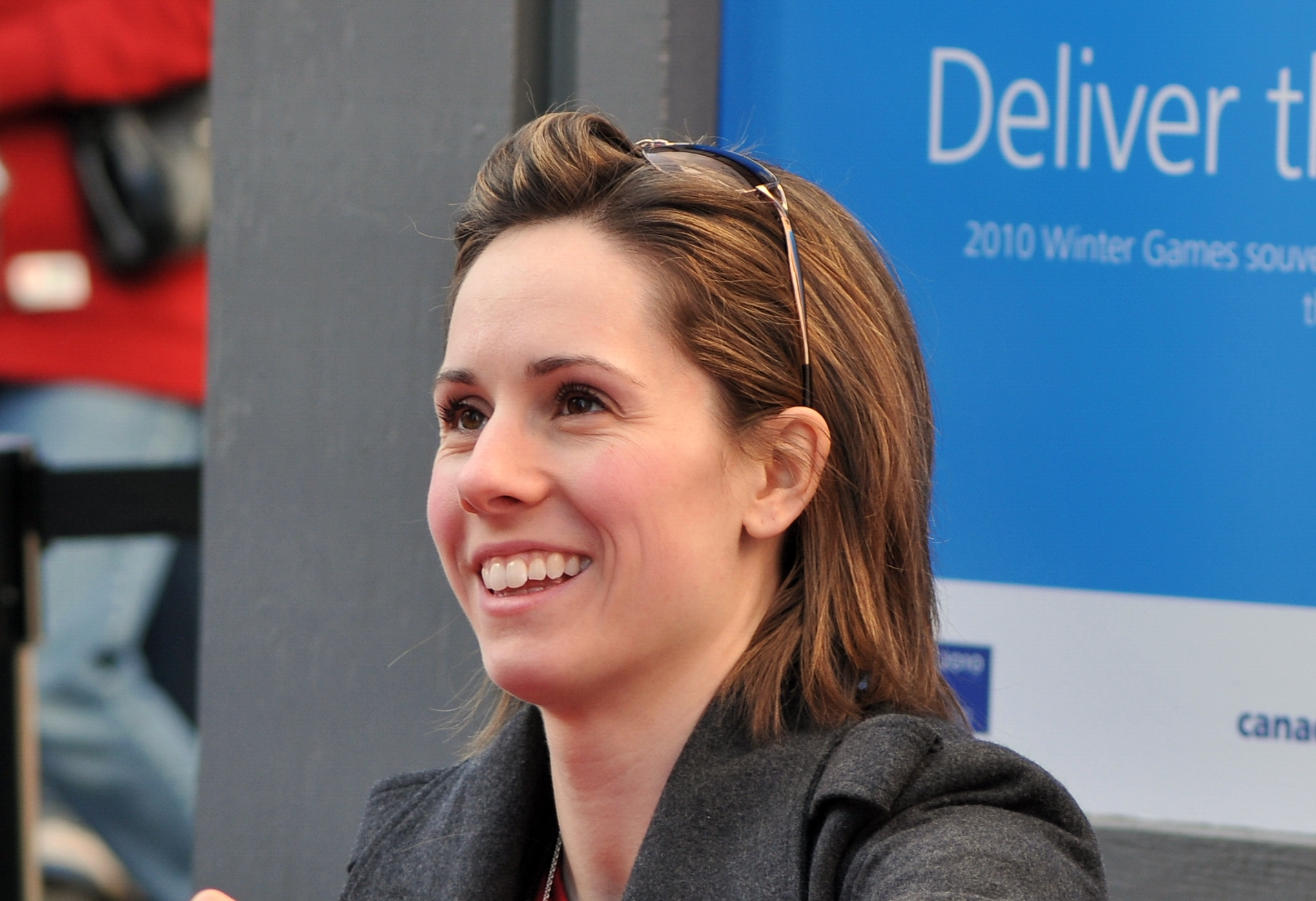
Jennifer Heil, championne olympique des bosses.

La commune de Sauze d'Oulx accueille les compétitions de ski acrobatique qui rassemblent 116 athlètes, dont 63 hommes et 53 femmes. Deux épreuves sont disputées chez les hommes comme chez les femmes, les bosses et le saut. L'Australie et la Chine sont les nations les plus médaillées en totalisant chacune deux podiums.
Les compétitions s'ouvrent avec l'épreuve féminine des bosses dans laquelle la Canadienne Jennifer Heil gagne la médaille d'or. Elle devance la championne olympique en titre norvégienne Kari Traa et la Française Sandra Laoura. Dans l'épreuve masculine, le skieur australien d'origine canadienne Dale Begg-Smith, leader de la coupe du monde et favori de la compétition, s'impose en finale devant le Finlandais Mikko Ronkainen et l'Américain Toby Dawson.
Le saut féminin sacre la Suissesse Evelyne Leu, qui devance la Chinoise Li Nina, tandis que la championne olympique de Salt Lake City, l'Australienne Alisa Camplin, doit cette fois se contenter du bronze. Han Xiaopeng devient le premier champion olympique d'hiver chinois en dominant le saut masculin. Médaillé de bronze à Nagano en 1998, le Biélorusse Dmitri Dashchinsky gagne cette fois l'argent, tandis que le Russe Vladimir Lebedev monte sur le troisième marche du podium.

#### Ski alpin

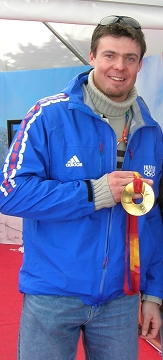
Antoine Dénériaz gagne la médaille d'or en descente.

Les compétitions de ski alpin se déroulent sur deux sites distincts : les épreuves masculines ainsi que les épreuves techniques féminines sont organisées dans la station de Sestrières, tandis que les épreuves de vitesse féminines se tiennent sur le site de San Sicario Fraiteve. Deux cent quatre-vingt-sept athlètes de 60 nations sont engagés, dont 168 hommes et 119 femmes. L'Autriche est la nation la plus médaillée avec 14 podiums.
Les compétitions s'ouvrent traditionnellement par la descente masculine, qui se déroule sur la piste de Kandahar Banchetta à Sestrières. Leader de la coupe du monde et favori de l'épreuve, l'Autrichien Michael Walchhofer monte sur le podium et s'adjuge la médaille d'argent. Il est devancé par le Français Antoine Dénériaz, qui apporte à son pays sa première médaille d'or dans ces Jeux et devient le cinquième skieur français à remporter la descente olympique,. Le Suisse Bruno Kernen, champion du monde en 2007, prend la médaille de bronze. L'Américain Bode Miller, cinquième de la descente, réalise le meilleur temps de la descente du combiné mais commet une erreur dans la première manche du slalom, étant ainsi éliminé de la course. Le titre revient à un autre Américain, Ted Ligety. Champion du monde de slalom en 2003, le Croate Ivica Kostelić obtient la médaille d'argent et l'Autrichien Rainer Schönfelder la médaille de bronze.
Champion olympique du super-G en 1992 à Albertville et 2002 à Salt Lake City, le skieur norvégien Kjetil André Aamodt renouvelle sa performance et devance l'autre favori de l'épreuve, Hermann Maier, cinq fois vainqueur de la coupe du monde de la spécialité. Le Suisse Ambrosi Hoffmann complète le podium. Hermann Maier monte à nouveau sur le podium du slalom géant en prenant la troisième place. Son compatriote Benjamin Raich remporte la médaille d'or, devant le Français Joël Chenal. Deux jours plus tard, Benjamin Raich décroche un second titre olympique en gagnant le slalom, une épreuve entièrement dominée par les Autrichiens : Reinfried Herbst est deuxième, Rainer Schönfelder est troisième.
L'Autrichienne Michaela Dorfmeister affiche sa supériorité sur les épreuves de vitesse : elle remporte d'abord la descente devant Martina Schild pour la Suisse et Anja Pärson pour la Suède, puis le super-G devant la Croate Janica Kostelić, sœur d'Ivica, ainsi qu'une autre Autrichienne, Alexandra Meissnitzer. Les conditions météorologiques défavorables obligent les skieuses à disputer la manche de slalom du combiné avant la manche de descente. Janica Kostelić obtient la médaille d'or devant l'Autrichienne Marlies Schild et Anja Pärson, qui gagne une deuxième médaille de bronze. Cette dernière gagne ensuite son premier titre olympique dans le slalom en devançant Nicole Hosp et Marlies Schild. Dernière épreuve, le slalom géant s'achève sur un podium inattendu : à seulement 21 ans, Julia Mancuso gagne le titre olympique, devant la Finlandaise Tanja Poutiainen et la Suédoise Anna Ottosson.

#### Ski de fond

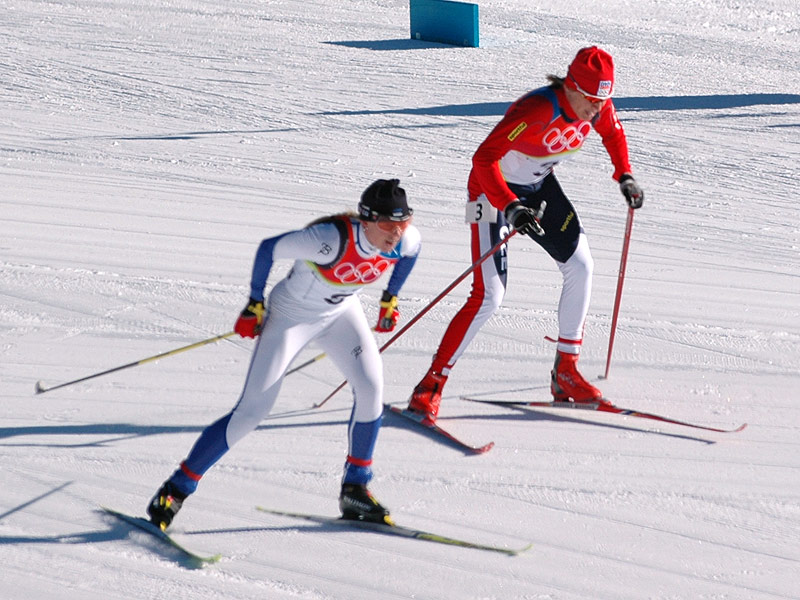
Kristina Šmigun-Vähi devance Kateřina Neumannová dans la poursuite féminine.

Les douze épreuves de ski de fond se déroulent sur le site de Pragelato Plan, situé à Pragela. Elles rassemblent 307 participants de 53 pays, dont 183 hommes et 124 femmes. La Russie est la nation la plus médaillée : ses athlètes montent sur le podium à sept reprises.
L'Estonienne Kristina Šmigun-Vähi est la seule fondeuse à remporter deux titres olympiques à Turin. Elle s'impose dans la première épreuve, la poursuite sur 15 kilomètres, devant la Tchèque Kateřina Neumannová et la Russe Evgenia Medvedeva-Abruzova, puis dans le 10 kilomètres en style classique devant les Norvégiennes Marit Bjørgen et Hilde Pedersen. Le sprint par équipes, disputé pour la première fois à Turin, sacre les Suédoises Anna Olsson et Lina Andersson. Le Canada obtient la médaille d'argent grâce à Sara Renner et Beckie Scott, sa championne olympique de Salt Lake City, tandis que la Finlande monte sur la troisième marche du podium avec Aino-Kaisa Saarinen et Virpi Kuitunen. Dans le relais 4 × 5 kilomètres, les Norvégiennes pourtant favorites échouent à la 5e place. La médaillée de bronze de la poursuite Evgenia Medvedeva-Abruzova permet à la Russie de gagner la médaille d'or en devançant dans le dernier relais l'Allemande Claudia Künzel. L'Italie obtient le bronze. L'épreuve de sprint est remportée par la Canadienne Chandra Crawford. Elle finit devant Claudia Künzel, qui gagne sa seconde médaille d'argent après le relais. La Russe Alena Sidko complète le podium. La dernière course est celle du 30 kilomètres, couru en style libre. Trois concurrentes se disputent la victoire au sprint, mais c'est finalement la Tchèque Kateřina Neumannová, déjà médaillée dans le 15 kilomètres, qui s'impose devant Julija Tchepalova, qui remporte la sixième médaille olympique de sa carrière et la Polonaise Justyna Kowalczyk.

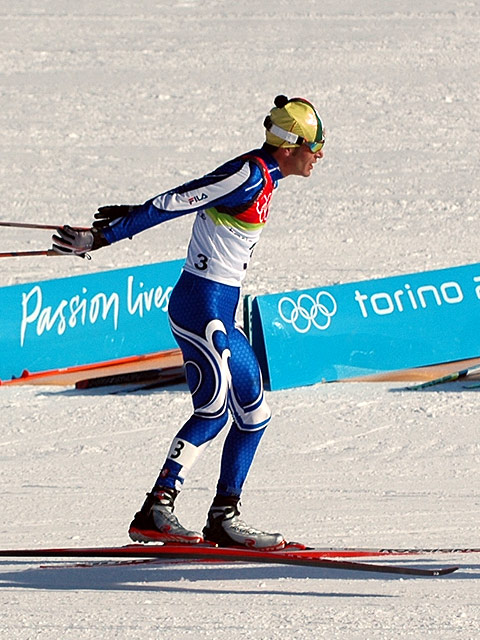
Pietro Piller Cottrer, médaillé d'or en relais et de bronze dans la poursuite.

Chez les hommes, les fondeurs italiens qui évoluent à domicile remportent trois médailles. La première d'entre elles arrive dès la première épreuve avec la 3e place de Pietro Piller Cottrer dans la poursuite sur 30 kilomètres. Le titre est remporté par le Russe Eugeni Dementiev devant le Norvégien Frode Estil, double champion olympique à Salt Lake City. Dans le relais 4 × 10 kilomètres, les Italiens dominent largement la course et s'imposent avec seize secondes d'avance sur l'Allemagne puis la Suède. Giorgio Di Centa apporte une seconde médaille d'or à l'Italie dans la dernière épreuve, le 50 kilomètres, au cours de laquelle le Russe Rugeni Dementiev monte à nouveau sur le podium, mais cette fois à la deuxième place, devant l'Autrichien Mikhail Botvinov. Dans les autres épreuves, l'Estonien Andrus Veerpalu conserve son titre acquis sur le 15 kilomètres à Salt Lake City. Lukáš Bauer finit à la deuxième place dans cette même course et Tobias Angerer à la troisième place. Enfin, le Suédois Björn Lind remporte deux titres olympiques : le premier dans le sprint par équipes en compagnie de Thobias Fredriksson, le second dans le sprint individuel, une épreuve dans laquelle il devance Roddy Darragon, premier médaillé français en ski de fond de l'histoire des Jeux, tandis que Fredriksson prend la troisième place.

#### Snowboard
Les épreuves de snowboard rassemblent 187 athlètes de 24 pays, dont 108 hommes et 79 femmes, sur les pistes de Bardonèche. Les États-Unis, qui remportent sept médailles dont trois en or, sont les plus médaillés, tandis que la Suisse gagne elle aussi trois médailles d'or. Une nouvelle discipline fait son entrée au programme olympique, le boardercross, qui consiste en une course sur un parcours comprenant plusieurs obstacles, comme des bosses, des tremplins ou des virages relevés. Après une manche de qualification, les snowboardeurs s'affrontent dans des courses éliminatoires jusqu'à la finale. Le premier titre olympique de l'histoire de la discipline est décerné à l'Américain Seth Wescott, qui devance le Slovaque Radoslav Židek et le Français Paul-Henri de Le Rue. Chez les femmes, Tanja Frieden offre l'or à la Suisse. Lindsey Jacobellis pour les États-Unis et Dominique Maltais pour le Canada complètent le podium.
Les snowboardeurs américains dominent les épreuves de halfpipe. Chez les hommes, Shaun White surnommé la « tomate volante » et six fois vainqueur des X Games devance son compatriote Daniel Kass et le Finlandais Markku Koski. Chez les femmes, les deux Américaines Hannah Teter et Gretchen Bleiler prennent les deux premières places, devant la Norvégienne Kjersti Buaas.
Les frères suisses Philipp et Simon Schoch réalisent l'exploit de se hisser tous les deux en finale du slalom géant parallèle. Comme en 2002, c'est Philipp qui s'impose, pour gagner son deuxième titre olympique. L'Autrichien Siegfried Grabner gagne le bronze aux dépens du Français Mathieu Bozzetto. Dans la course féminine, c'est également la Suisse qui obtient le titre avec Daniela Meuli, qui bat en finale l'Allemande Amelie Kober. L'Américaine Rosey Fletcher s'adjuge la médaille de bronze.

### Cérémonies de remise des médailles
Les cérémonies de remise des médailles ne se déroulent non pas dans les stades, mais sur une place dans le centre-ville de Turin, la « Medals Plaza ». Cette initiative découle de la volonté du comité d'organisation de créer un lieu de rassemblement et de rencontre pour les Turinois et les visiteurs qui devienne le symbole des Jeux. Conçue par l'architecte et scénographe Italo Rota, la structure est installée sur la place Castello, dans le cœur historique de la ville. Ses dimensions, avec plus de 700 m2, en font la plus grande structure scénique construite jusqu'alors en Europe. Les médailles décernées aux athlètes sont vides en leur centre, pour la première fois dans l'histoire des Jeux.

### Cérémonie de clôture

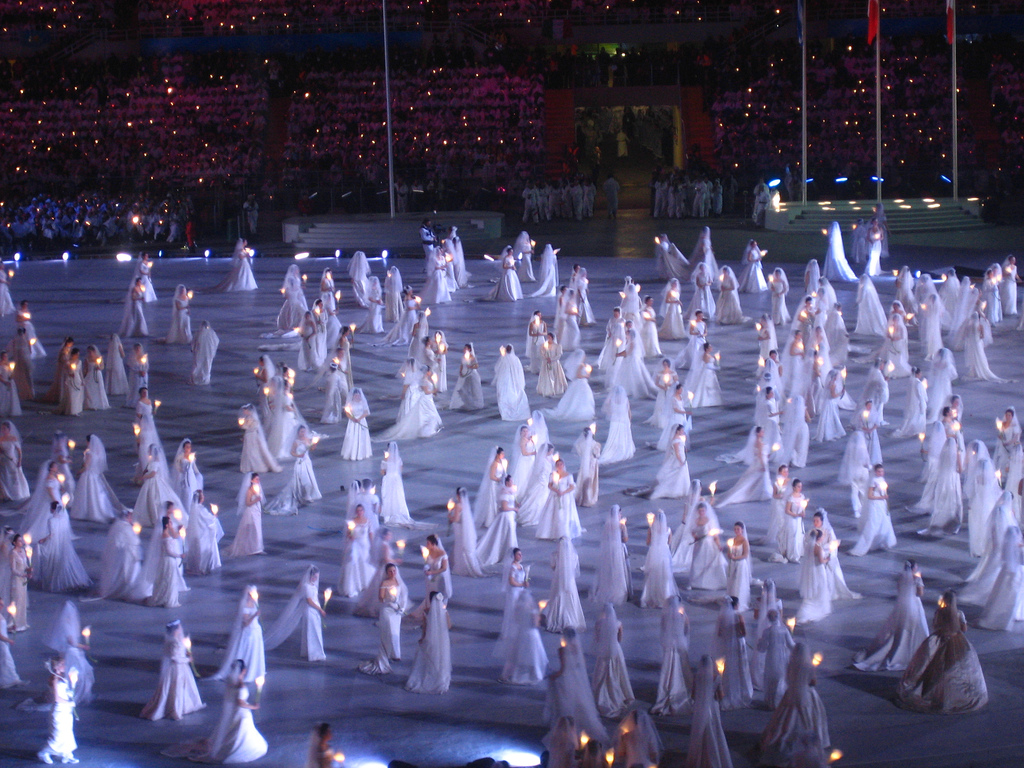
Un des tableaux de la cérémonie de clôture des Jeux.

La cérémonie de clôture se tient le dimanche 26 février 2006, au stade olympique de Turin comme pour la cérémonie d'ouverture, devant 30 000 spectateurs dont le chef du gouvernement italien Silvio Berlusconi. Conçue par le créateur suisse Daniele Finzi Pasca, qui signe également la cérémonie de clôture des Jeux de Sotchi en 2014, la cérémonie rend hommage à la tradition italienne du carnaval. La troupe québécoise du Cirque Éloize est invitée à participer à l'événement. Inspirés des films de Federico Fellini, les tableaux présentent les différents éléments de la Commedia dell'arte, comme Arlequin ou Pierrot, ainsi que des clowns blancs, des acrobates ou des anges équilibristes. La cérémonie rend aussi hommage à l'industrie automobile italienne, les personnages circulant à bord de Fiat 500 et de Vespa.
Comme aux Jeux d'Athènes en 2004, la remise de la dernière médaille attribuée au cours de ces Jeux, pour l'épreuve du 50 km ski de fond, a lieu pendant la cérémonie. L'Italien Giorgio Di Centa reçoit la médaille d'or des mains de sa sœur aînée, Manuela Di Centa, membre du CIO. La soirée se poursuit avec les éléments traditionnels et protocolaire de la cérémonie de clôture. Le président Jacques Rogge décerne la médaille d'or du CIO au président du comité d'organisation Valentino Castellani, puis adresse un discours aux athlètes dans lequel il affirme la volonté de lutter contre le dopage : « Athlètes, faites partager le rêve olympique dans vos pays, vous êtes les ambassadeurs de l'olympisme, rendez au sport ce qu'il vous a donné. Je vous promets que nous continuerons à lutter pour un sport pur et sain. » Comme le veut la tradition, le maire de la ville de Turin Sergio Chiamparino remet le drapeau olympique à Sam Sullivan, maire de Vancouver, qui accueille les prochains Jeux, en 2010. Tétraplégique, Sam Sullivan entre dans le stade en chaise roulante et bénéficie d'un dispositif spécial qui lui permet d'agiter le drapeau.
Sur le plan musical, plusieurs artistes de renommée internationale se produisent au cours de la cérémonie. La chanteuse italienne Elisa et le portoricain Ricky Martin sont présents. Avant l'extinction de la vasque olympique, le ténor Andrea Bocelli interprète l'un de ses titres, Ama, credi e vai (it), suivi d'un chœur d'enfants chantant le Va, pensiero, extrait de Nabucco, l'opéra de Giuseppe Verdi. La Canadienne Avril Lavigne chante quant à elle au milieu du spectacle de présentation des Jeux de Vancouver.

### Tableau des médailles
Vingt-six des 80 nations participant à ces Jeux remportent au moins une médaille, ce qui constitue le plus grand nombre de nations médaillées aux Jeux d'hiver à cette époque. L'Allemagne se place en tête du classement des médailles, avec un total de 29 podiums, dont 11 titres olympiques. Elle devance les États-Unis, avec 25 médailles dont 9 en or, et l'Autriche, avec 23 médailles dont 9 en or. La Norvège, meilleure nation des Jeux d'hiver de 2002, ne remporte que deux titres olympiques, ce qui la place seulement au treizième rang des nations. La Lettonie remporte sa première médaille lors de Jeux olympiques d'hiver.
| Rang  | Nation             | Or | Argent | Bronze | Total |
| ----- | ------------------ | -- | ------ | ------ | ----- |
| 1er   | Allemagne          | 11 | 12     | 6      | 29    |
| 2e    | États-Unis         | 9  | 9      | 7      | 25    |
| 3e    | Autriche           | 9  | 7      | 7      | 23    |
| 4e    | Russie             | 8  | 6      | 8      | 22    |
| 5e    | Canada             | 7  | 10     | 7      | 24    |
| 6e    | Suède              | 7  | 2      | 5      | 14    |
| 7e    | Corée du Sud       | 6  | 3      | 2      | 11    |
| 8e    | Suisse             | 5  | 4      | 5      | 14    |
| 9e    | Italie             | 5  | 0      | 6      | 11    |
| 10e   | France             | 3  | 2      | 4      | 9     |
| -     | Pays-Bas           | 3  | 2      | 4      | 9     |
| 12e   | Estonie            | 3  | 0      | 0      | 3     |
| 13e   | Norvège            | 2  | 8      | 9      | 19    |
| 14e   | Chine              | 2  | 4      | 5      | 11    |
| 15e   | République tchèque | 1  | 2      | 1      | 4     |
| 16e   | Croatie            | 1  | 2      | 0      | 3     |
| 17e   | Australie          | 1  | 0      | 1      | 2     |
| 18e   | Japon              | 1  | 0      | 0      | 1     |
| 19e   | Finlande           | 0  | 6      | 3      | 9     |
| 20e   | Pologne            | 0  | 1      | 1      | 2     |
| 21e   | Bulgarie           | 0  | 1      | 0      | 1     |
| -     | Slovaquie          | 0  | 1      | 0      | 1     |
| -     | Grande-Bretagne    | 0  | 1      | 0      | 1     |
| -     | Biélorussie        | 0  | 1      | 0      | 1     |
| 25e   | Ukraine            | 0  | 0      | 2      | 2     |
| 26e   | Lettonie           | 0  | 0      | 1      | 1     |
| Total | Total              | 84 | 84     | 84     | 252   |

### Sportifs les plus médaillés

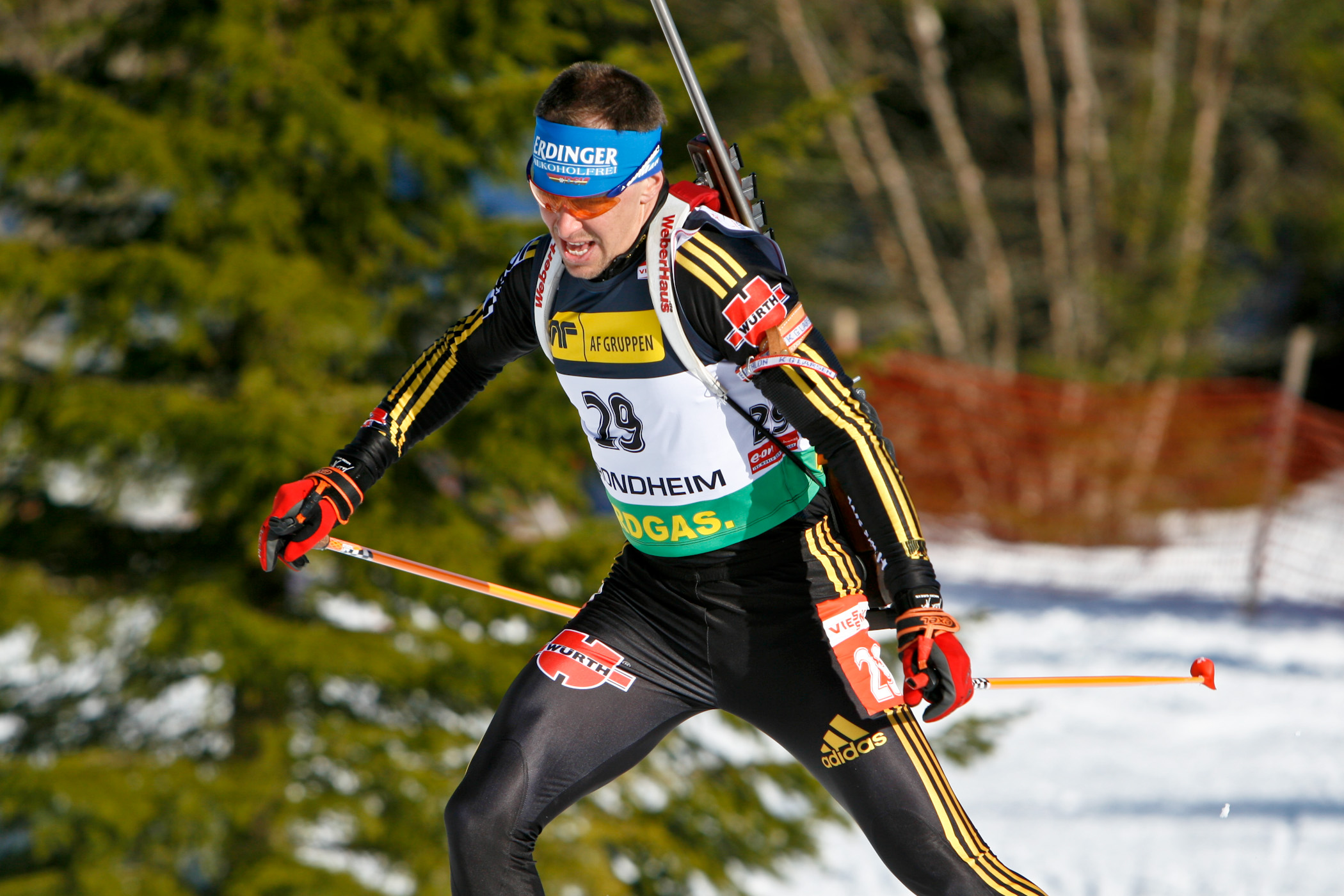
Michael Greis remporte trois médailles d'or lors de ces Jeux.

La patineuse de vitesse canadienne Cindy Klassen est la sportive la plus médaillée de ces Jeux avec 5 récompenses dont une en or. Trois athlètes ont remporté trois médailles d'or au cours de ces Jeux : les patineurs de vitesse sur piste courte coréens Viktor Ahn et Jin Sun-yu, ainsi que le biathlète allemand Michael Greis.
| Rang | Athlète                    | Sport                                | Médaille d'or, Jeux olympiques | Médaille d'argent, Jeux olympiques | Médaille de bronze, Jeux olympiques | Total |
| ---- | -------------------------- | ------------------------------------ | ------------------------------ | ---------------------------------- | ----------------------------------- | ----- |
| 1    | Cindy Klassen (CAN)        | Patinage de vitesse                  | 1                              | 2                                  | 2                                   | 5     |
| 2    | Viktor Ahn (KOR)           | Patinage de vitesse sur piste courte | 3                              | 0                                  | 1                                   | 4     |
| 3    | Michael Greis (GER)        | Biathlon                             | 3                              | 0                                  | 0                                   | 3     |
| 3    | Jin Sun-yu (KOR)           | Patinage de vitesse sur piste courte | 3                              | 0                                  | 0                                   | 3     |
| 5    | Felix Gottwald (AUT)       | Combiné nordique                     | 2                              | 1                                  | 0                                   | 3     |
| 6    | Sven Fischer (GER)         | Biathlon                             | 2                              | 0                                  | 1                                   | 3     |
| 6    | Enrico Fabris (ITA)        | Patinage de vitesse                  | 2                              | 0                                  | 1                                   | 3     |
| 8    | Kati Wilhelm (GER)         | Biathlon                             | 1                              | 2                                  | 0                                   | 3     |
| 8    | Ho-Suk Lee (KOR)           | Patinage de vitesse sur piste courte | 1                              | 2                                  | 0                                   | 3     |
| 10   | Georg Hettich (GER)        | Combiné nordique                     | 1                              | 1                                  | 1                                   | 3     |
| 10   | Chad Hedrick (USA)         | Patinage de vitesse                  | 1                              | 1                                  | 1                                   | 3     |
| 10   | Wang Meng (CHN)            | Patinage de vitesse sur piste courte | 1                              | 1                                  | 1                                   | 3     |
| 13   | Albina Akhatova (RUS)      | Biathlon                             | 1                              | 0                                  | 2                                   | 3     |
| 13   | Lars Bystøl (NOR)          | Saut à ski                           | 1                              | 0                                  | 2                                   | 3     |
| 13   | Apolo Anton Ohno (USA)     | Patinage de vitesse sur piste courte | 1                              | 0                                  | 2                                   | 3     |
| 13   | Anja Pärson (SWE)          | Ski alpin                            | 1                              | 0                                  | 2                                   | 3     |
| 17   | Martina Glagow (GER)       | Biathlon                             | 0                              | 3                                  | 0                                   | 3     |
| 18   | Ole Einar Bjørndalen (NOR) | Biathlon                             | 0                              | 2                                  | 1                                   | 3     |

## Scandale de dopage

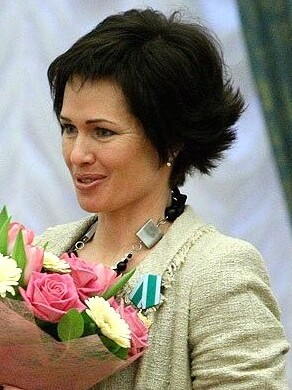
La biathlète russe Olga Pyleva est exclue pour dopage.

Les Jeux de Turin sont marqués par le scandale de dopage qui frappe les fondeurs et biathlètes autrichiens. À la suite d'informations données par des membres du Comité international olympique, les policiers italiens saisissent du matériel destiné à pratiquer des transfusions sanguines au cours d'une perquisition dans le chalet des skieurs autrichiens. L'enquête de la Fédération autrichienne de ski met en cause le laboratoire Humanplasma, qui reconnaît qu'une trentaine d'athlètes, dont les skieurs autrichiens, ont effectué des prélèvements sanguins dans ses locaux entre 2003 et 2006. Le Comité olympique autrichien annonce en avril 2007 la suspension à vie de six athlètes, à savoir les biathlètes Wolfgang Perner et Wolfgang Rottmann et les fondeurs Martin Tauber, Jürgen Pinter, Roland Diethart et Johannes Eder. Aucun d'entre eux n'avait obtenu de médaille. Le vice-président du CIO Thomas Bach souligne que ces sanctions démontrent « la claire détermination du CIO à lutter contre le dopage avec une tolérance zéro ».
Un autre cas de dopage est relevé au cours de ces Jeux. Une analyse sanguine pratiquée sur la biathlète russe Olga Pyleva révèle la présence de carphédon, un stimulant inscrit sur la liste des produits interdits par l'Agence mondiale antidopage (AMA). Exclue des Jeux, elle se voit retirée sa médaille d'argent obtenue sur le 15 km,.

## Réactions et retombées
L'historien du sport Pierre Lagrue relève que les Jeux de Turin « manquent de passion » et souligne que la dispersion des sites, dont certains sont très éloignés de Turin, nuit à la cohésion des Jeux. De plus, le succès populaire des Jeux est relatif : bien que 900 000 spectateurs assistent aux différentes épreuves, seuls 81 % des billets sont vendus, ce qui représente le taux le plus bas depuis 1992. Ce chiffre est particulièrement en retrait de celui des Jeux de Salt Lake City en 2002, lors desquels 95 % des billets avaient été vendus. Certaines épreuves attirent peu de spectateurs, à l'image des rencontres du premier tour de hockey sur glace.
Le président du comité d'organisation, Valentino Castellani, estime que les Jeux ont permis « l'ouverture de la ville au monde » et changé « la perception qu'elle avait d'elle-même ». L'organisation des Jeux d'hiver avait notamment pour but de transformer l'image d'une ville en déclin, ce qui est réussi selon Valentino Castellani : « Nous avons montré au monde que nous étions technologiquement, économiquement et émotionnellement prêts pour l'avenir ».
Certaines installations construites pour les Jeux sont jugées coûteuses et encombrantes pour les stations de sport d'hiver qui les ont accueillis, à l'image de la piste de bobsleigh Cesana Pariol et du tremplin de saut à skis. Ces installations ne sont que très rarement utilisées après 2006, d'une part en raison des coûts d'exploitation trop élevés de ces installations (2,2 millions d'euros pour la piste de bobsleigh et 1,5 million d'euros pour le tremplin), d'autre part en raison du faible nombre d'athlètes pratiquant ce sport en Italie. À l'inverse, les sites de compétition construits à Turin même ont connu une autre destinée : la piste de patinage de vitesse a été convertie en Palais des Congrès, tandis que le Torino Palasport Olimpico est régulièrement utilisé pour des concerts ou d'autres manifestations sportives.
Si le réseau routier a bénéficié de l'organisation des Jeux avec l'amélioration de la qualité des routes vers les vallées, l'offre de transports en commun ne s'est pas développée. Alors que les Jeux d'hiver devaient contribuer à l'implantation d'un tourisme de qualité et moins saisonnier dans les vallées, les villages olympiques ont été transformés en résidences secondaires et la fréquentation des différents sites n'est pas régulière tout au long de l'année.